# Politiques publiques de rénovation énergétique
 (septembre 2014).
Améliorez-le ou discutez des points à vérifier. 
Les politiques publiques de rénovation énergétique sont mises en place par les gouvernements afin d'encourager les propriétaires de bâtiments à entreprendre des rénovations d'amélioration de performance énergétique. Le financement étant l'obstacle principal à ce type de rénovations, les politiques favorisent les mesures incitatives financières, sous forme de prêts ou subventions. Diverses institutions peuvent être impliquées dans le processus, telles que des ministères, des banques, des entreprises, et des Sociétés de services énergétiques (ESCO). Les enjeux sont notamment le recul de la précarité énergétique, la santé publique, la cohésion sociale, l'emploi et la revitalisation, les filières du bâtiment. 
Divers pays développent de telles politiques : les États-Unis, la France, la Belgique, l'Allemagne, le Royaume-Uni, l'Australie, l'Estonie, et d'autres.

## France - SPEE Picardie (Service Public de l'Efficacité Énergétique)

### Contexte et phase de création

#### La phase de préfiguration du SPEE
Le Conseil régional de Picardie a mené une phase de préfiguration d'un dispositif lui permettant de traiter l'enjeu inscrit dans son SRCAE d'améliorer l’efficacité énergétique de l’habitat privé, secteur particulièrement difficile d’approche du fait de son caractère diffus.
Deux missions d’assistance à maîtrise d’ouvrage ont été menées en 2011 et 2013 afin de détailler les aspects juridiques, financiers et techniques du projet.
Ces missions n’ont pas porté sur une étude de marché à proprement parler, puisque le mode de service global, tel que le proposera la Régie n’est pas aujourd’hui proposé sur le marché. Néanmoins, le dimensionnement du projet et la préfiguration du parcours de service ont été réalisés à partir de l’expérience des personnes de terrain : en particulier les Conseillers en Espace Info Énergie très expérimentés. 
Ces retours de terrain ont permis de confirmer que les objectifs du dispositif devaient être :
- D’apporter un service complet de la sensibilisation à l’accompagnement pour la réalisation des travaux et le suivi post-travaux ;
- D’apporter une aide aux ménages pour assembler leur plan de financement, et augmenter la durée du financement pour parvenir à orienter les ménages vers des travaux performants

Le dimensionnement du projet, en matière d’investissement, de gisement d’économies d’énergie et de réduction des émissions de gaz à effet de serre s’est appuyé sur le tableau de bord Énergie-Climat de la Picardie sur l’année 2007 ; il comprend une évaluation complète des consommations d’énergie des 750 000 logements picards (par typologie constructive, âge des logements, composition des foyers, statut de l’occupant et source d’énergie de chauffage). 
L’exercice de préfiguration a permis de montrer que le modèle économique du dispositif pouvait s’équilibrer moyennant la perception de ressources issues de la valorisation des CEEs et de commissions de service perçues auprès des ménages au titre des prestations de conseil et d’accompagnement réalisées.
Les études de préfigurations ont cherché à cerner en particulier :
- le taux de concrétisation de la décision de réaliser les travaux à la suite de prestations de conseil de qualité
- l’impact de l’offre de tiers-financement pour des travaux de l’ordre de 20 à 30 k€ (les études montrant que jusqu’à un budget de 10 000 euros, les travaux se font assez naturellement sans problèmes de financement, les aides de l’ANAH suffisant pour les ménages les plus modestes).
- le coût direct du parcours de service proposé aux ménages (temps passé, taux de succès, qualifications des entreprises etc.,). Ce coût d’accompagnement / gestion est évalué à environ 1 500 € HT par dossier.  Cette contribution perçue auprès de ménages en contrepartie du service rendu, est incorporée au financement dans le cas où les travaux sont financés en tiers-financement et sinon elle est payée à la réception des travaux. Le fait que le service soit facturé au ménage mais que cette charge financière soit incorporée à l’assiette du financement est un point important pour assurer la soutenabilité du modèle économique.

La faisabilité juridique de la création d’un service public facultatif par la région a été validée au cours de cette phase de préfiguration. Cette option était justifiée par la plasticité qu’apporte le cadre du service public pour gérer la montée en charge du projet : au départ l’organisation en régie, donc très contrôlée par la Région, permet de déployer rapidement les moyens et de contrôler le retour d’expérience. Au fur et à mesure que les enseignements de l’expérience  deviennent disponibles, le mode de réalisation du SPEE pourrait évoluer vers une délégation du service vers un opérateur public-privé ou des opérateurs privés. Le contrôle du Service Public pourrait aussi évoluer vers un syndicat mixte permettant une gouvernance partagée entre la Région et les communes.

#### La création du Service Public de l’Efficacité Énergétique et de la Régie Régionale
Le projet de création d’un Service Public de l’Efficacité Énergétique s’insère dans le Schéma Régional Air Climat Énergie, à la croisée des 4 axes stratégiques de la Région : 
- Des conditions de vie durable, un cadre de vie renouvelé en atténuant la vulnérabilité des ménages picards à l’augmentation des prix de l’énergie ;
- Un système productif innovant et décarboné : le deuxième enjeu est la mutation du tissu économique picard vers les nouveaux métiers, marchés et pratiques créés par les impératifs énergétiques et climatiques : l’économie verte constitue une opportunité pour la Picardie.
- Des ressources naturelles et patrimoniales préservées et valorisées ;
- Une mobilisation collective et positive : cet axe apparaît comme indispensable aux trois précédents

À noter que l’objectif du SRCAE est de l’ordre de 10 000 rénovations ambitieuses au plan énergétique chaque année dans le secteur du logement privé (soit un rythme annuel de 1,8 % du parc privé de logements construit avant 1990). Ce rythme ne pourrait être atteint qu’au terme de la période expérimentale du SPEE qui a été fixée jusqu’à fin 2017.
S’appuyant sur ces études préalables, la Région a procédé, par délibération du 27 septembre 2013, à la création du Service Public de l’Efficacité Énergétique, sur le fondement de sa clause générale de compétence, au vu de l’intérêt public présenté par cette création.

### Statut légal et nature des partenariats
Pour exercer cette nouvelle compétence, la Région a voté ensuite la création d’une Régie personnalisée le 29 novembre 2013. Cet établissement public local, rattaché à la Région a été immatriculé le 28 janvier 2014. Il est doté de la personnalité morale et de l’autonomie budgétaire. Les conditions dans lesquelles la Régie assure la mise en œuvre et la gestion du SPEE fait l’objet d’un contrat de service public, annexé à la délibération de la Région Picardie sur la constitution de la Régie.
Le projet est coordonné avec les autres actions menées ou encouragées par la Région au titre :
- de la formation initiale et continue des professionnels du secteur de la rénovation (notamment les plateformes Praxibat)
- l’animation de la filière éco-matériaux et éco-construction, menée notamment par le CoDEM, également financé par la Région Picardie

La phase d’expérimentation se déploie sur 8 territoires qui représentent environ les deux tiers de la superficie de la région :
Dans l’Aisne :
- Pays du Saint Quentinois / Pays de Thiérache
- Communauté  d’agglomération de Soissons et Communauté de communes de Château-Thierry Dans l’Oise :
- Pays du Grand Beauvaisis et Pays des Sources et Vallées
- Communauté de communes de l’Agglomération Creilloise et communauté de communes du Clermontois Dans la Somme :
- Pays du grand Amiénois
- Communauté de communes de l’Abbevillois, de la Haute Somme et de Montdidier.

### Modalités d’intervention

#### Les prestations assurées
La Régie personnalisée créée par la Région Picardie assure l’intégration des volets de conseil, d’accompagnement des ménages dans les projets de rénovation thermique, et de financement.
Les ménages ont la qualité d’usagers du service. À la suite d’une phase d’évaluation du projet et de sa faisabilité technique et financière, la relation entre la Régie et les ménages est encadrée par un contrat qui comprend l’assistance à la réalisation des travaux de rénovation. 
L’enchaînement des prestations peut être ainsi décrit :
- Un premier contact – dans la majeure partie des cas, téléphonique – a lieu entre l’usager et la Régie : ce premier contact permet d’effectuer une première qualification de la demande et de prendre rendez-vous pour le second contact ;
- Le second contact est un rendez-vous qui a lieu dans les lieux d’accueil décentralisés de la Régie : il permet de faire une première étude du dossier incluant les aspects techniques et financiers. Le ménage doit sortir de ce rendez-vous une première indication de scénarios présentant des travaux, les coûts associés et les économies d’énergie qui en découlent ;
- Un rendez-vous a lieu chez l’usager afin de réaliser un diagnostic complet sur place, compléter le dossier et valider les informations fournies. À ce stade, une commission de service de 300 € HT est facturée ;
- La Régie se fait son opinion sur la possibilité de financer l’usager ;
- La Régie présente à l’usager le scénario optimal avec des indications précises de montant des travaux et de perspectives d’économie d’énergie. L’usager est alors invité à retenir ce scénario et adhérer au service public pour continuer le processus. L’adhésion au service public l’engage à faire réaliser des travaux dans la mesure où des devis correspondant au scénario retenu sont obtenus. L’usager mandate la Régie pour que cette dernière effectue des demandes de devis pour son compte. La Régie s’engage à proposer un financement à l’usager (bancaire ou tiers-financement). C’est à ce moment que la rémunération de la Régie sur toute cette phase de conseil et d’accompagnement est due ;
- La réalisation des travaux est confiée à des entreprises sous-traitantes de la régie (cf. schéma ci-après) ;
- Deux possibilités s’offrent pour le financement : soit (a) l’usager fait son affaire du financement ; soit (b) l’usager fait appel au tiers-financement. Dans ce deuxième cas, un contrat de financement est signé par l’usager et la Régie ;
- Les travaux débutent et sont suivis par la Régie ;
- La Régie paye les entreprises (dans le cas où un tiers-financement est mis en place, sinon l’usager fait son affaire du financement et paye directement les entreprises et les honoraires liées à la prestation de la Régie) ;
- Les travaux sont réceptionnés sous le contrôle de la Régie ;
- L’usager rembourse le financement auprès de la Régie (cas du tiers-financement uniquement) ;
- Le conseiller de la Régie se rend sur place une fois par an pendant 5 ans pour effectuer un suivi des consommations et un suivi comportemental dans le but d’éviter l’effet « rebond ».

En pratique, la Régie prévoit de sélectionner par appel d’offres les structures présentes sur les territoires pilotes (notamment celles qui portent des Points Rénovation Info-Service (PRIS) qui effectueront pour son compte l’accompagnement de l’usager décrit ci-dessus. Pour être en mesure de maîtriser totalement le dispositif, la Régie recrute également en interne des techniciens de la rénovation énergétique ; ils interviendront en priorité sur les territoires du département de la Somme.

#### Les bouquets de travaux
Le SPEE devra viser, en moyenne, des rénovations thermiques avec un objectif volontariste de diminution de 50 % à 75 % des consommations d’énergie finale suivant l’état thermique initial des locaux concernés. La Régie n’aura aucune obligation de restreindre son activité à la réalisation d’un bouquet global de travaux, une réalisation par étape pouvant être choisie par les propriétaires. Les opérations individuelles pourront donc déroger à l’objectif global en cas d’impossibilité technique, mais aussi pour s’adapter à la réalisation de travaux par étape à la demande des propriétaires ou parce que les locaux sont déjà partiellement rénovés.
Au stade de la préfiguration du dispositif, un bouquet-type de travaux a été défini pour aboutir à une évaluation du coût moyen de la rénovation à financer, intégrant la réalisation partielle de travaux (par exemple une correction plutôt qu’une isolation sur des façades de petite taille, en cas d’intervention par l’intérieur), qui conduit à envisager un taux moyen de diminution de la consommation de l’ordre de 55 % (contre 75 % en cas de réalisation complète sur la totalité des chantiers). À l’échelle du parc de maisons individuelles, on aboutit à un coût HT moyen de l’ordre de 28 k€ .
En outre les prestations de la Régie comportent le suivi des économies d’énergie, ce qui pourrait conduire à proposer l’installation de dispositifs permettant d’améliorer la réflexivité des ménages sur leur consommation d’énergie.

#### La phase expérimentale
Dans un premier temps, les opérations pilotes du SPEE déployées sur plusieurs territoires doivent permettre de tester et d’ajuster le concept. 
L’assistance technique ELENA de la BEI a été sollicitée par la Région Picardie et la Régie du Service Public de l’Efficacité Énergétique. La période du Contrat d’Assistance Technique est anticipée du quatrième trimestre 2014 au troisième trimestre 2017, sous réserve de l’accord définitif de la BEI.
Par hypothèse, la montée en charge progressive du nombre de dossiers traités par an tient compte d’un démarrage effectif au deuxième semestre 2014 avec 150 premiers dossiers. Le rythme de croisière de 900 à 1 000 dossiers par an est atteint début 2017. 
Au total, d’ici fin 2017, le programme de la Régie est de réaliser au moins 2 000 rénovations accompagnées d’une offre de tiers-financement (la Régie prévoit aussi de réaliser des rénovations pour des ménages qui ont recours à un financement bancaire direct, en plus de l’objectif des 2000 chantiers).

#### Les coordinations avec les collectivités infra régionales et les autres acteurs publics
La Régie prévoit de signer des conventions avec les collectivités concernées pour la durée de la phase de test, afin de couvrir les points concernant :
- l’insertion du SPEE dans la programmation énergie-climat des collectivités,
- l’implication des collectivités dans la promotion du SPEE,
- l’intégration du SPEE dans le dispositif local du Plan de Rénovation Énergétique de l’Habitat (PREH) impulsé à l’échelle nationale par l’Anah et l’Ademe.

#### La stimulation de l’offre des entreprises et de la maîtrise d’œuvre
La Régie doit intervenir pour massifier le recours à une maîtrise d’œuvre pour les maisons individuelles. Elle finance l’impulsion de ce positionnement de la maîtrise d’œuvre, en vue d’être concrètement en situation de tenir son engagement de réaliser des travaux performants. À terme, la maîtrise d’œuvre doit être intégrée à l’offre des entreprises. 
La région s’appuie sur la centaine de plateformes PRAXIBAT (plateformes destinées à la formation des professionnels) créées en Picardie, dont 20 destinées à l’efficacité énergétique.
Le choix a été fait de commencer les opérations avec l’intervention de la Régie en qualité de « constructeur », afin d’être aussi proche que possible de l’exception au monopole bancaire prévue à l’article L. 511-7 1° du code monétaire et financier (crédit interentreprises).
Par conséquent, la Régie est soumise au champ d’application de la loi sur la maîtrise d’ouvrage publique, et notamment à l’obligation posée à l’article 7 de cette loi, imposant le choix d’un maître d’œuvre, distinct de l’entrepreneur. 

#### Le volet du financement
Le financement des travaux sur chaque logement individuel, est envisagé selon deux options, non exclusives l’une de l’autre :
Première option : la Régie est « tiers de confiance »
La Régie assume les fonctions d’orientation, d’accompagnement des ménages tout en laissant au secteur bancaire le soin de proposer un financement adapté. Le conseil régional cherche à avoir une influence sur les banques, en contrepartie d’une relation de prescription et une campagne de communication partagée, mais n’intervient pas directement, en n’assumant ni coûts pour le compte des banques, ni risques pour les inciter à aller au-delà de leurs critères d’octroi de crédit (via un appel à manifestation d’intérêt dédié).
Deuxième option : la Régie est « tiers-financeur »
Pour les ménages qui ne peuvent pas avoir accès à des financements de long terme par les réseaux bancaires classiques, la Régie assortit la prescription de travaux d’une proposition de tiers-financement conçue pour permettre aux ménages de supporter des remboursements comparables aux économies de charges d’énergie permises à la suite des travaux. La durée d’amortissement sera de 15 à 25 ans (suivant les natures des travaux) et les remboursements seront indexés à 2 % (niveau comparable à l’inflation générale et inférieur aux anticipations d’augmentation du coût des énergies).
Le parcours de service intégré permet d’adapter le programme de travaux au cas par cas, en fonction des contraintes rencontrées, avec l’objectif d’équilibrer sur 25 ans les économies d’énergie et les charges de remboursement et en intégrant les subventions disponibles. 
Le montant unitaire à financer par tiers-financement est donc très variable. Il incorpore une phase de préfinancement des aides.

### Fonctionnement

#### Gestion
La Régie est dimensionnée en fonction de ses objectifs fixés pour la phase d’expérimentation.
Le programme d’investissement de la régie sur la période 2014-2017 s’élève à environ 56 M€, correspondant à 2 000 chantiers. Ce programme est financé par :
- une dotation initiale de la Région de 7,6 M €, dimensionnée pour couvrir les frais inhérents à la constitution et au fonctionnement de la Régie, ainsi qu’à tout moment au moins 15 % du montant des créances de tiers-financement ;
- des prêts de long terme sollicités auprès de banques institutionnelles pour refinancer le portefeuille de créances de tiers-financement. Le montant des lignes de refinancement sollicitées est de 47 millions d’euros.

Les subventions Anah viennent contribuer également au financement de ces rénovations. Dans l’hypothèse où un quart des opérations seraient concernées, cette ressource peut représenter  4 à 5 millions d’euros de subventions. Cela permettrait à la Régie de financer une centaine d’opérations supplémentaires avec la même enveloppe de financement.
Les dépenses de fonctionnement de la Régie et la couverture des risques sont évaluées à environ 10,7 M€ sur la période d’expérimentation (personnel interne, techniciens de la rénovation, chantiers pilotes, charges d’exploitation, fonds de garantie).
Le nombre d’emplois directs pour le fonctionnement du SPEE pendant la phase pilote, est estimé à 34. Ces emplois concernent principalement des fonctions d’accompagnement des ménages : à la fois au sein de la Régie et dans les structures d’accompagnement.
Des subventions du Fonds Régional pour l'Environnement et la Maîtrise de l'Énergie ADEME –REGION (FREME) et l’assistance ELENA doivent permettre de couvrir notamment les missions d’assistance à maîtrise d’ouvrage et une partie des charges liées aux antennes locales, développées à partir du réseau des Espaces Info Énergie (devenus les PRIS). 
Ces aides se justifient du fait du caractère novateur de l’expérience : l’intégration du tiers-financement dans le champ d’une offre globale de rénovation visant à orienter les ménages vers des programmes de travaux ambitieux en matière d’efficacité énergétique, soulève des questions méthodologiques et des difficultés d’organisation et met aussi en évidence le manque d’expertise et de compétences en interne des collectivités territoriales en la matière.
En particulier, l’expérimentation permet un retour d’expérience et une évaluation du taux de défaut sur le portefeuille de créances de tiers-financement. Elle conduit à concentrer l’expérience sur un nombre de logements qui est faible au regard des coûts de déploiement du service complet. La subvention ELENA permettra de limiter la contribution demandée à chaque ménage au stade de l’opération Pilote et de ne pas faire porter à ces ménages l’intégralité de l’amortissement des coûts de développement de la structure.
La valorisation des Certificats d’Économies d’Énergie entre également en compte en deux lignes :
- La valorisation des Certificats d’Économie d’Énergie liés à la réalisation des travaux : les CEE correspondant aux opérations standardisées qui concernent le bouquet de travaux type, en tenant compte de la concurrence pour l’acquisition de CEEs de la part des autres acteurs du dispositif des CEEs (et notamment l’Agence Nationale de l’Habitat (Anah), cette ressource est évaluée à 2,1 M€.
- La valorisation des apports de capitaux grâce au programme PRO-INNO-04 dont bénéficie la Région Picardie, et pour lequel 1 MWh cumac est attribué pour 15 € de capital investi dans un opérateur de tiers-financement. La ressource en CEE acquise à la Région Picardie en contrepartie de la dotation de 8 M€ correspond à 540 GWh cumac. Cette ressource a vocation à être prioritairement utilisée pour doter une provision destinée à couvrir les « premières pertes » sur l’activité de tiers-financement (coût des retards et des défauts de paiement), estimées à 2,1 M€, soit 4,5 % de l’encours de financement. Les contributions perçues auprès des ménages, en contrepartie du service rendu : sur la base de 1 550 € HT/dossier, cette ressource correspond à 3,1 M€.

### 2018, vers un plan de rénovation énergétique des bâtiments
Le vendredi 16 mars Nicolas Hulot et Jacques Mézard (respectivement ministres de la transition écologique et de la cohésion des territoires) ont installé le comité de pilotage du Plan de rénovation énergétique des bâtiments annoncé fin 2017 ; ses animateurs seront Marjolaine Meynier-Millefert (députée de l'Isère) et Alain Maugard (président de Qualibat). Y sont représentés : la DGEC (Direction générale pour l'énergie et le climat), l’Agence nationale pour l’habitat (Anah), l’Ademe, le Plan bâtiment durable, des associations de collectivités telles (Régions de France, association des maires de France...). 

## Allemagne - KfW Bankengruppe

### Contexte et création
La KfW (Kreditanstalt für Wiederaufbau, signifiant « Institut de crédit pour la reconstruction ») est une banque de développement appartenant au gouvernement allemand, basée à Francfort. La banque fut créée en 1948 après la Seconde Guerre mondiale, dans le cadre du Plan Marshall pour la reconstruction de l’Europe.
La KfW Förderbank (la banque promotionnelle de la KfW) est aujourd’hui sa plus grande unité commerciale, dévouée à l’habitat et à la protection environnementale. En 2009, la KfW instaure le standard d’efficacité énergétique des maisons (« Efficiency House Standard »), pour identifier les niveaux d’efficacité énergétique de l’habitat et proposer des subventions et prêts appropriés. Ses activités vouées à la réduction des émissions de CO2 s’alignent avec une stratégie formulée en 2010 par le Ministère Fédéral de l’Économie et des Technologies (BMWi) suivant la décision d’accélérer la suppression de l’énergie nucléaire. Cette stratégie définit les orientations à privilégier pour atteindre le niveau d’efficacité énergétique désiré. Entre autres, elle prévoit la hausse des standards d’efficacité pour les bâtiments, l’augmentation des fonds disponibles pour l’amélioration des bâtiments, et le développement d’outils permettant de s’assurer que les nouveaux bâtiments respectent les standards européens pour les bâtiments autonomes (« nearly zero energy buildings »). La KfW a donc créé des programmes promotionnels visant les acheteurs privés, propriétaires, et coopératives d’habitation, pour soutenir la rénovation des vieux à travers des prêts et subventions.

### Statut légal et nature des partenariats
La KfW est une entité légale soumise au droit public, appartenant à la République Fédérale d’Allemagne (80 %) et aux États d’Allemagne (20 %). Ses principaux produits financiers sont le financement de l’habitat, le financement des petites et moyennes entreprises (PME), le financement de l’import export, et l’aide au développement. La KfW est obligée par la loi de mettre en œuvre les activités promotionnelles de l’État en lien avec l’efficacité énergétique.
Le conseil d’administration est composé avant tout par le gouvernement fédéral, et ses membres incluent des représentants de certains ministères, de la chambre haute et de la chambre basse du Parlement, de l’industrie, des associations de municipalités, de l’agriculture, de l’artisanat, du commerce, et des syndicats.

### Objectifs et missions
Le gouvernement allemand a annoncé dans sa stratégie "Energy Concept" de 2010 un objectif de réduction des émissions de CO2 de 80 % d’ici 2050 (année de base : 1990). Entre 1990 et 2010, les émissions annuelles de CO2 ont chuté de 1,1 % en moyenne par an. Ce rythme n’est pas suffisant pour atteindre l’objectif de réduction de 80 % en 2050. Pour l’atteindre, les émissions devraient diminuer de 3,4 % par an à partir de maintenant.
Le premier secteur contribuant aux émissions de CO2 est celui de la production et distribution de l’énergie et de l’eau (42 % des émissions), et le second est celui de l’habitat privé (22 %). Le gouvernement a donc décidé de concentrer ses efforts autour de deux piliers : l’efficacité énergétique dans les bâtiments existants, et l’électricité renouvelable. Afin de réduire la consommation d’énergie dans les bâtiments existants, le gouvernement a décidé de promouvoir leur réhabilitation, et s’est engagé à entreprendre des rénovations thermiques sur 2 % du parc de logements par an. La réalisation de ces objectifs est précisément ce que visent les programmes promotionnels de la KfW.

#### Loi relative à la conservation de l'énergie (EnEV)
L’EnEV (Energieeinsparverordnung) (de), introduite en 2002, fait partie du Code fédéral de l’urbanisme allemand et s’applique à la fois aux bâtiments résidentiels et non résidentiels. Elle fixe des exigences de consommation d’énergie pour les bâtiments et régule les certificats de performance énergétique. La dernière mise à jour de la loi en 2009 a renforcé les exigences pour les bâtiments neufs et existants. Les standards ont été élevés de 30 %, et les certificats de performance énergétique ont été rendus obligatoires pour tous les nouveaux bâtiments et unités d’habitation lorsque loués ou vendus. La consommation d’énergie demandée dans les nouveaux bâtiments et de 55-94 kWh par mètre carré par an (énergie primaire), une consommation que représente la référence 100 utilisée par la KfW pour classer ses « Maisons efficientes » (« Effizienhaus »). Cette référence 100 correspond en France à un Diagnostic de Performance Énergétique (DPE) de niveau B (51 à 125 kWh).

### Modalités d'intervention
La KfW a fixé six niveaux d’incitatifs promotionnels pour la rénovation énergétique, dénommés « Effizienhaus » 55, 70, 85, 100, 115, et Monument. Ces chiffres représentent la consommation énergétique de l’unité de logement exprimée en pourcentage de l’exigence de consommation d’énergie primaire maximale spécifiée par la Loi relative à la conservation de l'énergie (EnEV). Le chiffre le plus faible représente la meilleure efficacité énergétique. Par exemple, une « Effizienhaus 70 » consomme 70 % de cette exigence maximale. Ainsi, le meilleur standard (55) reçoit le meilleur soutien financier. Pour être éligible aux prêts et subventions, les mesures suivantes doivent être incluses dans les rénovations : systèmes de chauffage, isolation thermique des murs, isolation du toit et du sol, et changement des fenêtres. Les fonds promotionnels sont disponibles à travers un prêt ou une subvention.
Prêts - disponibles pour jusqu’à 100 % du coût des travaux, incluant les coûts additionnels (architecte, audit énergétique…), selon l’efficacité énergétique prévue. Un prêt peut aller jusqu’à 75 000 € par unité de logement pour une rénovation complète, et peut être complété par une prime de remboursement calculée sur le montant du prêt. Pour les mesures individuelles, le montant maximal du prêt est de 50 000 €. La maturité du prêt est de 10 à 30 ans. Pour tous les standards « Effizienhaus », le taux d’intérêt est le même, et fixe pendant 10 ans. La différence d’incitation financière entre les standards est le montant de la prime de remboursement, accordée à l’emprunteur lorsque le niveau d’économies d’énergie visé a été atteint et vérifié par un expert en énergie certifié, et calculée en pourcentage des coûts de construction. La demande de prêt se fait par la banque du propriétaire. Les prêts sont proposés aux propriétaires occupants, aux propriétaires bailleurs, et aux acheteurs de résidences nouvellement rénovées, incluant les particuliers, les compagnies de logement, les municipalités, les communautés, et d’autres entités publiques. Le montant de la prime de remboursement dépend du standard atteint :
- 17,.5 % pour une « Effizienhaus » 55
- 10,0 % pour une « Effizienhaus » 70
- 7,5 % pour une « Effizienhaus » 85
- 5,0 % pour une « Effizienhaus » 100
- 2,5 % pour une « Effizienhaus » 115
- 2,5 % pour une « Effizienhaus » Monument

Subventions - calculées sur le prêt maximal disponible. La demande de subvention est traitée directement par la KfW. Sont éligibles aux subventions : les propriétaires de 2 à 4 maisons familiales (pour location ou usage personnel) ; les acheteurs de maisons nouvellement rénovées avec une ou deux unités familiales. Les subventions sont distribuées directement par la KfW.
- 25,0 % pour une « Effizienhaus » 55, pas plus de 18 € 750
- 20,0 % pour une « Effizienhaus » 70, pas plus 15 000 €
- 15,0 % pour une « Effizienhaus » 85, pas plus de 11 € 250
- 12,5 % pour une « Effizienhaus » 100, pas plus de 9 € 375
- 10,0 % pour une « Effizienhaus » 115, pas plus de 7 € 500
- 10,0 % pour une « Effizienhaus » Monument, pas plus de 7 € 500

Une fois qu’un propriétaire a décidé de rénover son bâtiment, il doit contracter un auditeur énergétique qui devra élaborer un plan de rénovation. L’intervention de l’auditeur est obligatoire pour pouvoir avoir accès aux prêts et bourses. Son rôle est de s’assurer que le projet de rénovation est formulé de manière à atteindre le niveau d’efficacité énergétique ciblé.
Ensuite, le propriétaire fait une demande de prêt à sa banque, qui examine sa solvabilité et entreprend une demande de prêt promotionnel de la KfW.
La KfW s’engage ensuite à débourser le prêt, et les travaux sont effectués par des entrepreneurs choisis par le propriétaire. L’auditeur énergétique supervise les travaux, coordonne les interventions et les divers acteurs, et doit ensuite confirmer que le niveau d’efficacité énergétique est atteint. La banque du propriétaire confirme ensuite que le prêt promotionnel a été utilisé conformément aux conditions initiales, et enfin la KfW accorde un allègement de dette partiel selon le niveau d’efficacité énergétique atteint.

#### Crédits supplémentaires
Le programme "Crédits supplémentaires" de la KfW propose les prêts à un faible taux d'intérêt pour financer le remplacement des systèmes de chauffage et d'eau chaude installés avant 2009. Les prêts peuvent atteindre 50 000 euros, et durer jusqu'à 10 ans à taux d'intérêt fixe.

#### BAFA (conseil pour les économies d'énergie)
L'Office fédéral de l'économie et du contrôle des exportations (BAFA) propose, dans certaines circonstances, des subventions couvrant une partie des dépenses de conseil en énergie sur le terrain. Le montant maximum de la subvention ne doit pas excéder 50 % du coût total de la consultation.

### Montage financier
La KfW obtient son financement sur les marchés de capitaux, où elle bénéficie d’une cote de crédit AAA et une garantie à 100 % du gouvernement allemand. Elle obtient 80 milliards d’euros par an sur les marchés de capitaux internationaux. La KfW propose donc des prêts de refinancement aux banques commerciales à des taux avantageux. La KfW ne prête pas directement aux particuliers ; les prêts doivent passer par les banques commerciales. Le taux d’intérêt pour les prêts promotionnels est de plus subventionné par des fonds provenant du Ministère fédéral des Transports et de la Construction. La KfW reçoit aussi du financement du fonds climat et énergie, utilisé pour financer les prêts préférentiels et les subventions.

### Plan d'affaires et résultats
En 2012, la KfW a consacré 29,2 milliards d’euros à sa filière « Changement climatique et environnement », en faisant son activité la plus importante et sa première priorité. Les données les plus récentes sur les résultats des programmes de la KfW démontrent des résultats positifs : entre 2006 et 2012, les programmes ont permis une réduction annuelle moyenne de 5,9 Mt de CO2 par an.
Plus particulièrement sur les programmes de rénovation énergétique, le volume engagé en 2012 s’élevait à 10,1 milliards d’euros, et les investissements financés ont été de 27,3 millions d’euros. Toujours en 2012, 240 000 unités de logement ont été rénovées, et 116 000 nouvelles unités de logement économes en énergie ont été construites.
En matière de conservation d’énergie, l’utilisation d’énergie dans les bâtiments nouvellement rénovés est passée d’environ 120 kWh/m2/an à 80 kWh/m2/an.

#### Ouverture internationale
En 2010, la KfW a conclu un partenariat avec la Banque indienne du développement des petites industries (SIDBI), par lequel la KfW a fourni une ligne de crédit de 50 millions d’euros pour financer les projets d’efficacité énergétique dans les micro, petites et moyennes entreprises (MPME) en Inde. L’objectif est d’encourager les MPME à entreprendre des investissements économiseurs d’énergie dans les usines, machines, et processus de production. La KfW propose aussi de l’assistance technique pour aider la SIDBI à identifier les clusters de MPME, monter les flux de financement, et conduire des campagnes de sensibilisation.

### Impacts macroéconomiques
Une étude sur les impacts macroéconomiques des programmes de réhabilitation énergétique des bâtiments en Allemagne a été conduite pour estimer l’impact des projets d’investissement sur le revenu public, le secteur de l’habitation, et la politique sur le climat. L’analyse se concentre sur les effets à court terme (ceux observés sur l’année correspondante). Pour les années 2008, 2009 et 2010, l’analyse prend en compte le coût du programme (le coût d’opportunité d’avoir versé des fonds pour les programmes promotionnels de la KfW au lieu de les avoir utilisés autrement), et calcule les revenus provenant de la taxe sur la valeur ajoutée payée par les investisseurs, les impôts nets sur les produits et sur la production, la taxe sur les salaires et les cotisations de sécurité sociale incluant la surtaxe de solidarité, l’impôt sur les sociétés, et d’autres impôts.
Il n’est pas facile de savoir si la demande additionnelle de main d’œuvre est remplie par des heures supplémentaires ou par la création de nouveaux emplois. L’analyse comprend donc deux scénarios : l’un nommé « overtime », où la demande additionnelle ne crée pas de nouveaux emplois, et l’autre nommé « jobs », où l’inverse est vrai. Dans le scénario « jobs », le coût de chômage évité est ajouté comme revenu.
Peu importe le scénario, les résultats montrent que le revenu public a été positivement affecté par les projets d’investissement.
- En 2008, le coût du programme était de 1 293 millions d’euros. Dans le scénario « overtime », l’effet net sur le budget public (revenu public moins coût du programme) était de 1 478 millions d’euros. Dans le scénario « jobs », le coût de chômage évité a été de 857 millions d’euros, et l’effet net est donc de 2 335 millions d’euros.
- En 2009, année de la « Grande récession », lorsque les programmes de la KfW étaient utilisés de manière à augmenter la demande globale, le coût du programme s’élevait à 2 035 millions d’euros. Dans le scénario « overtime », l’effet net était de 3 326 millions d’euros, et dans le scénario « jobs », de 5 937 millions d’euros.
- En 2010, le coût du programme était plus faible qu’en 2009, s’élevant à 1 366 millions d’euros. Dans le scénario « overtime », l’effet net était de 3 987 millions d’euros, et dans le scénario « jobs » de 5 810 millions d’euros, similaire à l’année 2009.

La conclusion de cette étude est triple : premièrement, les programmes de la KfW résultent en d’importantes réductions de consommation d’énergie et d’émissions. Non seulement ceci est bénéfique au niveau environnemental, mais a aussi permis de réduire la dépendance de l’Allemagne sur les imports de sources d’énergie. Deuxièmement, les programmes renforcent la demande pour les activités en forte demande de main d’œuvre comme les services de la construction, réduisant ainsi le chômage. Enfin, l’effet net des programmes sur le budget public est positif, comme le montre une comparaison des coûts et des revenus du programme.

## Belgique - Plan Marshall 2.vert
Le Plan Marshall 2.Vert a été développé et expérimenté par la Wallonie avant d'être appliqué à la région de Bruxelles-capitale.

### Contexte et création

#### Le Plan Marshall 2.vert (PM2.vert)
En août 2005, le Gouvernement wallon a adopté les actions prioritaires pour l’avenir wallon sous le nom de "Plan Marshall", qui concentrait des moyens d’1,2 milliard d’euros.
Au vu des premiers résultats du Plan Marshall et de la nécessité d’amplifier la démarche, le Gouvernement wallon a renouvelé l’initiative en 2009 avec un «Plan Marshall 2.vert». Le plan s’articule autour de six axes structurants (politiques de valorisation du capital humain, mise en réseaux des entreprises, soutien à la recherche scientifique, création d’activités et d’emplois de qualité, alliances emploi environnement, emploi et bien-être social) et dynamiques transversales.
Le PM2.vert dans son ensemble concentre des moyens de 1,6 milliard d’euros de crédit classique, auxquels devraient s’ajouter 1,15 milliard d’euros de financement alternatif, soit au total, près de 3 milliards d’euros sur la période 2010 – 2014.

#### Les Alliances Emploi-Environnement (AEE)
Le 5e axe du PM2.vert, Alliances Emploi-Environnement, se concentre sur l’aspect durable du plan de développement. Son objectif, fixé en 2009, est de «soutenir un nouveau modèle de développement économique, durable et solidaire, via des alliances emploi-environnement qui constituent une opportunité en matière d'emploi, de développement économique et de réponse aux défis environnementaux. Positionner la Wallonie comme un fer de lance du développement durable au niveau européen et mondial, en la dotant d’une expertise reconnue et valorisable à l’étranger, tout en créant de l’emploi peu ou pas délocalisable.»
L’AEE est notamment la première alliance avec un volet « construction durable ». Le secteur du bâtiment wallon est très énergivore: près de 44 % des logements sont mal isolés, et la consommation énergétique moyenne est de 72 % supérieure à la moyenne européenne. La première mesure vise à développer un plan pluriannuel d’économies d’énergie et de construction durable, et un contrat multisectoriel. L’objectif de cette mesure est de «se concentrer sur le potentiel des améliorations énergétiques et environnementales du bâti pour générer de l’emploi, créer des opportunités économiques, accroître la formation notamment dans le domaine des métiers de la construction durable.»

### Statut légal et nature des partenariats
De nombreux décideurs publics et privés, ainsi que les partenaires sociaux et les acteurs de terrain concernés sont impliqués dans l’AEE. La coordination de l’AEE est confiée au Ministre du Développement Durable. En février 2012, 41 contrats multisectoriels ont été signés avec les partenaires pour la première Alliance Emploi-Environnement. Les fédérations d'entreprises de la construction, les organismes d'intérêt public et de services publics, les syndicats, des opérateurs de formation, ainsi que des groupements et des associations actifs dans la construction et le développement durable ont participé à cette démarche.
Les 3 engagements de l'acteur signataire des contrats multisectoriels :
- L’acteur est associé en tant que partenaire de la mise en œuvre de la 1re Alliance
- L’acteur marque son adhésion aux objectifs de la 1re Alliance
- L’acteur s’engage à contribuer à la mise en œuvre, selon des modalités à définir par ailleurs, des actions citées spécifiquement dans le contrat multisectoriel

### Objectifs et missions
L’objectif principal de la première AEE est de « se concentrer sur le potentiel des améliorations énergétiques et environnementales du bâti pour générer de l’emploi, créer des opportunités économiques, accroître la formation notamment dans le domaine des métiers de la construction durable. » Pour ce faire, quatre dimensions sont considérées :
- Lancer un plan pluriannuel d’économies d’énergie fixant des objectifs chiffrés et des normes en matière d’économie d’énergie (en commençant par l’isolation) et d’amélioration environnementale, pour la rénovation du bâti existant. Ce plan est mis en œuvre par un contrat multisectoriel (à travers la concertation, la coordination, des structures de contrôle et organismes de certification, et des études transversales).
- Créer les conditions optimales pour le développement d’une offre de qualité, en développant l’innovation par la recherche et le financement de projets dans le secteur de la construction durable, et en instaurant des actions de formation aux métiers des Alliances Emploi Environnement.
- Renforcer l’attractivité des investissements durables dans le domaine de l’habitat, en agissant tant auprès des particuliers (primes énergie et logement, système de tiers-investisseur, stratégie de communication) que du secteur public (poursuite du plan de rénovation du parc de logements sur base d’un cadastre de l’ensemble des logements, développement de chaufferies collectives dans les logements publics, mise en œuvre d’une stratégie globale de gestion énergétique des bâtiments régionaux et locaux, réalisation de projets pilotes dans le secteur du logement public).
- Renforcer les politiques sectorielles et les actions en matière de recherche, d’économie, d’emploi et de formation dans les autres métiers verts[15].

Le plan pluriannuel élaboré comprend une cinquantaine de mesures déclinées autour de 3 objectifs spécifiques :
- La stimulation de la demande privée de rénovation ou construction durable
- La stimulation de la demande publique de rénovation ou construction durable
- Le renforcement de l’offre et des capacités du secteur de la construction pour lui permettre de répondre de manière adaptée à ce renforcement de la demande publique et privée

### Modalités d'intervention
Afin de renforcer l’attractivité des investissements durables dans le domaine de l’habitat, le plan d’action de l’AEE se concentre sur :
Du côté de la demande :
- La mise en place de mesures incitatives financières et non financières, avec une attention particulière pour les personnes à revenus modestes
- La mise en œuvre d’une politique d’investissements publics
- La fixation de paliers progressifs d’exigences de performance environnementale

Du côté de l’offre :
- L’accompagnement des entreprises
- La promotion de la Recherche et Développement dans les entreprises
- La mise en place d’incitants et d’outils financiers pour les entreprises
- La fixation de paliers progressifs d’exigences de performance énergétique

Au croisement entre l’offre et la demande :
- Une pluralité de publics ciblés par les formations vertes (demandeurs d’emplois, étudiants/jeunes, travailleurs, formateurs)
- Des dispositifs de formation adaptés à ces différents publics cibles

#### Mise en place d'un partenariat public-ménage (PPM)
Le partenariat public-ménage s’articule autour de la mise en place d’un « guichet unique » et de points de contacts AEE qui accompagnent les ménages tout au long du projet de rénovation. Le PPM vise à stimuler la demande de rénovation de logements privés via la réforme des primes énergie et logement, la mise à disposition d’un financement attractif et de mesures incitatives complémentaires.

##### Le «guichet unique»
Mise en place en avril 2014, cette mesure vise à informer correctement et accompagner les citoyens wallons dans l’intégralité de leur projet de rénovation. Les « guichets uniques » accompagnent les particuliers tout au long de leurs démarches administratives, centralisant l’information et les formalités pour plus d’efficacité et de visibilité.
Les missions du guichet unique :
- Réalisation d’un diagnostic sommaire du logement
- Établissement d’un « passeport » du bâtiment
- Aide au montage financier et administratif de l’opération
- Accompagnement tout au long du chantier

##### «Passeport» du bâtiment
Le « passeport » du bâtiment intègre les informations relatives à la Directive européenne sur la Performance Énergétique des Bâtiments (DPEB) et à la Procédure d’Avis Énergétique (PAE), et qui prend en compte d’autres dimensions comme l’utilisation des matériaux, la localisation, la salubrité. Ce « passeport » du bâtiment a vocation à devenir une base de données unique intégrant toutes les dimensions liées à la rénovation d’un logement, y compris les PAE et préconisations de travaux.
Un certificat de performance énergétique a pour point d’entrée l’adresse du bien, et non l’identité du demandeur. Cela permet en particulier au nouveau propriétaire d’un logement de connaître l’historique des démarches et diagnostics déjà effectués sur son bien et donc, de ne pas avoir à les refaire. Il est valable 10 ans, à condition de n’apporter aucune modification aux équipements énergétiques. Sa réalisation est prise en charge par un certificateur agréé, qui, après examen du bâtiment, doit mentionner diverses informations :
- La consommation énergétique
- L’impact écologique (émission de CO2)
- L’efficacité de l’enveloppe (murs, châssis, toit, sols…) et des dispositifs de chauffage et autres sources d’énergie
- La ventilation
- Les énergies renouvelables
- Les recommandations pour d’éventuelles améliorations

##### Montage institutionnel
L’objectif du montage institutionnel et d’optimiser les dispositifs existants aux différents niveaux (provinces, communes…).
Le guichet unique est composé d’un « Back Office » (géré conjointement par la Société Wallonne du Crédit Social et le Fonds du Logement de Wallonie) et de différents points de contact AEE, qui doivent apporter au grand public une réponse à toutes les questions liées à leur projet de rénovation énergétique.
Les missions du Back Office n’étant pas fondamentalement différentes des missions historiques des institutions porteuses (prêts hypothécaires et à tempérament), elles ont été rattachées à des cellules existantes dont les ressources humaines ont été renforcées.

##### Mise en place d'écopasseurs
Le système de guichet unique comprend un pool d’« Écopasseurs » au sein des points de contact (« conseillers AEE »). Ces écopasseurs travaillent en relation avec les équipes en place dans les points de contact et sont chargés spécifiquement de l'instruction des dossiers de montage financier et de l’établissement du « passeport » du bâtiment.
Au total, environ 250 Éco-passeurs sont répartis sur l’ensemble du territoire wallon (1 Éco-passeur pour 5 000 logements). L’intention est de toucher un public qui aujourd’hui ne vient pas au guichet d’information et donc d’aller au contact du public, et en particulier du public le plus précaire. Pour ce faire, le gouvernement lance des appels à projets collectifs par quartier à destination des secteurs associatif et communal. En contrepartie de subventions de fonctionnement et après fixation d’objectifs chiffrés, ces organismes se chargent du travail de proximité sur un quartier (porte à porte chez les particuliers, organisation de réunions d’information en présence d’un écopasseur…).

##### Mise à disposition d'un financement attractif (Ecopack)[17]
Avant la mise en place de l’AEE, de nombreux incitants financiers à destination du secteur résidentiel existaient mais étaient souvent dissociés, octroyés par des administrations différentes, et parfois incohérents entre eux (par ex. prime à l’isolation attribuée par le Département de l’Énergie et prime à la rénovation de charpente attribuée par le Département du Logement).
Dans le cadre de l’AEE, les ménages wallons peuvent bénéficier d'un « Ecopack » : un financement qui couvre 100 % du coût des travaux, constitué des primes existantes (énergie et logement) mises en cohérence, et d’un prêt à 0 % pour la partie non couverte par les primes. Les deux composantes sont globalisées et versées en une fois avec possibilité de préfinancement sur base d'un devis dûment établi (c’est-à-dire que le financement est débloqué dès l’acceptation du dossier et non à la finalisation des travaux, ce qui évite au ménage d’avoir à financer les acomptes à verser à l’entrepreneur en cours de chantier).
En fonction des revenus du demandeur, un taux de majoration est appliqué aux primes (de +10 % pour les revenus élevés à + 40 % pour les revenus modestes). La durée de remboursement du prêt à taux zéro est allongée pour les classes de revenu les plus faibles : de 5 ans pour les revenus élevés à 12 ans pour les revenus modestes. Les ménages dont les revenus appartiennent aux 10 % les plus élevés ne peuvent bénéficier de l'écopack.
Le mécanisme est opérationnel depuis mars 2012 et rencontre un grand succès (d’autant plus que le crédit d’impôt fédéral a disparu).
La composante « prêts à taux zéro » est financée via un système d'avances récupérables financé par une dotation du budget régional et mis à disposition des ménages par les structures chargées de la mise en œuvre et de la gestion du mécanisme. La composante « primes » du système est financée par des dotations budgétaires « classiques » consacrées aux primes « énergie » et « logement ». Le système s'inscrit dans une enveloppe budgétaire globale visant à maintenir l'encours des prêts à taux zéro à 150 millions d'euros (montants décaissés moins montants remboursés).
L’écopack est octroyé et géré par le FLW pour les familles nombreuses et par la SWCS pour le reste des ménages wallons. Les ménages bénéficiaires remboursent leur prêt à taux 0 % directement à ces structures chargées de la mise en œuvre du mécanisme, qui remboursent ensuite à la Région wallonne les avances récupérables octroyées. Les ressources provenant des remboursements sont affectées par la Wallonie à un Fonds budgétaire. Les disponibilités ainsi reconstituées au sein de ce Fonds pourront être réallouées (« fonds de roulement »), sous la forme de nouvelles avances récupérables aux structures gestionnaires, afin qu'elles puissent accorder de nouveaux prêts à taux zéro aux ménages, en respectant la limite des 150 M€ d’encours de prêt à taux zéro.
Le financement par l’AEE est plafonné à un maximum de 30 000 € par bouquet de travaux (un bouquet consiste en au moins deux types de travaux de rénovation durable). Un maximum de deux bouquets par logement sur une période de trois ans est éligible au financement AEE, soit un plafond maximum de 60 000 €/logement/période de 3 ans.
Le dispositif repose sur un principe de confiance, sans visite de terrain par le guichet unique en fin de travaux. L’idée est de limiter les coûts d’un contrôle systématique du dispositif (d’autant que s’agissant de travaux de plus en plus complexes, les contrôles peuvent s’avérer onéreux), en acceptant un risque de dérive sur certaines opérations, et de consacrer l’essentiel des moyens au conseil et au financement d’opérations.

#### Renforcer les capacités du secteur de la construction pour la rénovation de bâtiments

##### Label qualitédes entreprises:NRQual
La Wallonie dispose depuis janvier 2014 d’un outil de labellisation qui permet de garantir aux clients la qualité du travail fourni et d’identifier les professionnels d’un point de vue qualitatif. 
Le label est utilisé comme référence qualité pour le grand public et sera, à terme, utilisé comme référence pour des mesures d’incitation financière (exigence pour la recevabilité des programmes de rénovation).

##### Formations dans le domaine de la construction durable
Afin de renforcer l'offre, 80 postes d’accompagnement ont été créés en 2012 pour aider les entreprises à élaborer leurs stratégies de transition vers l'écoconstruction et dégager du temps pour les mettre en œuvre. Un accompagnement spécifique des entreprises a été mis en œuvre via des tables rondes sur les métiers de l'Alliance Emploi-Environnement, des clubs d'entrepreneurs de la construction durable et des programmes de sensibilisation et de vulgarisation.
Des formations sont organisées à destination de différents publics. Le but est d'intégrer les nouvelles compétences liées aux emplois verts dans les référentiels de formation, les programmes d'enseignement, et la formation des formateurs.

#### Stimuler la demande de rénovation / construction de bâtiments publics
Au-delà de la rénovation du parc privé, un ensemble de mesures sont définies dans le cadre de l’AEE visant les bâtiments publics :
- Encadrer les marchés publics :

1. poursuivre l’intégration des clauses sociales et environnementales dans les cahiers des charges des organismes publics pour la construction et la rénovation des bâtiments ;
2. définir des outils d’accompagnement des acteurs publics.

- Mettre en œuvre un vaste plan de rénovation du parc de logements publics ;
- Réaliser des projets pilotes dans les logements publics ;
- Accélérer les procédures de création et de rénovation de logements publics ;
- Développer des chaufferies collectives dans le secteur du logement public ;
- Mettre en place un facilitateur solaire thermique grands systèmes ;
- Mettre en œuvre un dispositif de subventions destinées à soutenir les personnes de droit public et les organismes non commerciaux qui veulent réduire la consommation énergétique des bâtiments dont ils sont propriétaires)

### Fonctionnement

#### Gestion
La coordination de l’AEE est confiée au Ministère du Développement Durable, de la Fonction Publique, de l’Énergie, du Logement et de la Recherche. Une cellule de coordination chargée de la mise en œuvre du Plan pluriannuel et des contrats multisectoriels fait partie des services de l’administration. Elle a notamment pour mission d’élaborer des indicateurs d’évaluation et d’impact de l’AEE. La cellule est sous l’autorité directe du ministre chargé de la coordination de l’AEE qui en organise le fonctionnement et les travaux.
Les ministres ont un pouvoir décisionnel sur toutes les mesures du plan pluriannuel. La majorité du pouvoir exécutif (27 mesures) est déléguée aux acteurs publics wallons, et le reste réparti entre acteurs publics extra-régionaux, fédérations d’entreprises du secteur privé, autres acteurs du secteur privé, acteurs du secteur associatif, pôles/clusters, et centres de formation. La gestion administrative ou budgétaire est confiée intégralement aux acteurs publics wallons.

#### Suivi et évaluation
Dans le cadre de l’évaluation du Plan PM2.vert, des évaluations thématiques ont été menées en cours de réalisation du Plan, et une évaluation globale en fin de programmation, par l’IWEPS (Institut Wallon de l'Évaluation, de la Prospective et de la Statistique).
Le pilotage de la mise en œuvre de l'axe « Construction durable » de l'Alliance est assuré par un Comité de Suivi mixte, présidé par un représentant du ministre chargé de la coordination de l’AEE et composé de représentants des ministres du Kern (i.e. comité des ministres restreint en Belgique), de l’administration, des syndicats et du secteur de la construction.

### Financement de l'AEE
Chaque axe du Plan Marshall 2.vert dispose d’un budget spécifique. L’enveloppe budgétaire Marshall 2.vert est fermée et les moyens budgétaires prévus devraient être alloués exclusivement aux politiques publiques inscrites dans le plan, sauf décision motivée de l’exécutif wallon.
Un budget de 1,6 milliard d’euros de crédits ordinaires et de 1,15 milliard d’euros de financements alternatifs est affecté à la mise en œuvre des mesures du plan Marshall 2.vert et ce, pour l’ensemble de la période 2010-2014. La tranche annuelle du financement du plan PM2.vert représente 4,2 % du budget de la région wallonne.
La source de financement des différentes mesures est fonction de leur nature :
- Les financements ordinaires permettent à la Région wallonne de s’acquitter de ses dépenses courantes.
- Le mécanisme des financements alternatifs est activé pour financer des investissements (investissements immobiliers, équipements publics, assainissement ou réhabilitation des sites d’activités économiques désaffectés) amortis sur une durée d’au minimum 20 ans.

Les nouvelles politiques du plan Marshall 2.vert qui visent principalement le développement d’investissements durables dans le domaine de l’habitat et l’augmentation des infrastructures d’accueil sont en grande partie financées par des crédits alternatifs (70 %).
En 2009, l’AEE était dotée d’un budget total 279,6 M€ de financement ordinaire et de 600 M€ de financement alternatif, soit un total prévu de 880 M€ sur la durée du plan.

### Résultats et évolutions

#### Bilan de la1reAEE[17]
Publics touchés
Diverses actions de sensibilisation, autres que les aides directes, ont eu lieu envers les propriétaires, les locataires, les entreprises et les commerçants avec un total de 866 766 personnes sensibilisées d’une manière ou d’une autre sur la durée de la législature.
Emplois
À travers la création d’emplois, les mesures de l’AEE ont profité à 418 056 employés et 15 557 employeurs sur la législature. 1 million d’euros investi dans le secteur permet de créer ou maintenir 10 emplois pendant 1 an. En moyenne et par an, 4 700 emplois sont liés à l’AEE sur la période 2010-2014.
Ce genre de politique entraîne un important effet-retour (à court et moyen terme) au bénéfice des finances publiques fédérales, régionales et locales) : recettes de TVA, impôt des sociétés (Isoc), impôt sur les personnes physiques (IPP), additionnels communaux à l’IPP, cotisations ONSS (Office National de la Sécurité Sociale), réduction des allocations chômage, etc. Cet effet-retour est évalué à 40 % de l’investissement public direct.
Environnement
L’administration de l’énergie dispose d’estimations concernant les émissions évitées de CO2. Elles sont basées sur les chiffres d’économies en MWh (mégawatts-heures).
L’ensemble des mesures AEE mises en place pendant la législature ont permis d’économiser 586 020 tonnes de CO2 en 2014. Cela correspond à la consommation annuelle de 50 000 ménages.
En additionnant les tonnes de CO2 économisées au cours de la législature, on arrive à un total cumulé de plus de 1,5 million de tonnes de CO2.
Pouvoir d'achat
À partir du calcul de MWh économisés, les économies financières réalisées ont été estimées à 215 millions € en 2014, et 556 millions € sur la durée de la législature.
Une étude prenant en compte le montant des travaux financés, l’impact sur l’économie d’énergie, et la durée de vie des installations, a estimé qu’en matière de pouvoir d’achat, l’investissement dans l’isolation et la performance du logement permet aux ménages concernés de réaliser des économies financières de 2,5 milliards d’euros sur la durée de vie des équipements.

#### Adoption de l'AEE par la région de Bruxelles-capitale[22]
En 2010, le Gouvernement bruxellois a décidé d’adopter une stratégie similaire à celle de la Wallonie en instaurant une Alliance Emploi-Environnement.
La première alliance emploi-environnement a été définie autour de quatre axes :
- Axe I : Construction durable
- Axe II : Eau
- Axe III : Ressources et déchets
- Axe IV : Alimentation durable

L’objectif de l’axe « construction durable » est de « stimuler et d’accompagner les acteurs bruxellois du secteur de la construction pour qu’ils développent une offre compétitive en matière de construction et de rénovation durable. »
Partenariats
L’Accord sur l’Axe Construction Durable a réuni 50 signataires publics et privés. Le processus implique 130 organismes (52 % publics et 48 % privés). L’ensemble des acteurs concernés ont élaboré 44 actions concrètes visant à répondre aux défis d’enseignement, de formation, d’insertion, de références techniques, de recherche, de soutien aux entreprises, de financement, de labellisation… Après la phase d’élaboration, les engagements concrets ont été approuvés par le gouvernement, et les acteurs ont signé le texte de l’Accord le 25 février 2011.  
Le plan pluriannuel de l’AEE engage 44 partenaires ayant signé les contrats multisectoriels.
Objectifs
Les actions et politiques en cours de l’Alliance Emploi Environnement prévoient une création de 10 100 emplois à l’horizon 2020, avec en particulier 4 300 emplois en construction durable.
Résultats
- 12 200 m2 de centres de formation en Construction Durable ont été instaurés
- 184 000 heures de formation données de 2011 à 2013
- 1 800 entreprises (dont certaines en économie sociale) ou indépendants sensibilisés, accompagnés, soutenus ou impliqués dans la transition vers la Construction Durable
- 15 opérateurs de formation engagés
- 26 établissements scolaires parties prenantes d’au moins une action de l’Alliance, soit la quasi-totalité des établissements bruxellois concernés
- 155 professeurs de l’enseignement et formateurs formés ou impliqués dans des actions, soit plus de la moitié des enseignants et chefs d’ateliers des sections d’enseignement « construction »
- 1 915 jeunes impliqués dans l’Alliance dont indirectement 1 600 jeunes au stade de la formation initiale initiés à la construction durable, soit environ la moitié des promotions d’élèves 2012-2013 et 2013-2014
- 800 chercheurs d’emplois formés
- 100 donneurs d’ordre publics informés des nouvelles clauses environnementales et sociales à introduire dans les cahiers des charges
- 59 laboratoires de recherche et 92 projets de recherche recensés dans le domaine de la construction durable

Au sein d’un comité de suivi, les partenaires sociaux impliqués dans le pilotage de l’axe Construction Durable ont identifié trois grands apports de la part du projet :
- La démarche a permis la rencontre d’acteurs variés et a débouché sur une véritable dynamique collective qui s’est concrétisée par le développement et le renforcement de collaborations et de partenariats entre les différents types d’acteurs.
- L’approche « bottom-up » a permis d’orienter les moyens publics vers les réponses aux besoins des entreprises et des travailleurs du secteur.
- La méthode d’animation a permis de responsabiliser les acteurs impliqués sur la mise en œuvre des actions : l’organisation régulière d’ateliers de suivi et de rencontres des acteurs favorise l’efficacité et la pertinence des actions ainsi qu’une bonne information des acteurs quant à l’évolution des actions.

## Estonie - KredEx

### Contexte et création
L’Estonie est un des pays les plus attractifs en Europe de l’Est pour les IDE (Investissements Directs à l’Étranger), grâce à une haute cote de crédit (A), un faible coût du travail, une infrastructure technologique moderne, et des politiques réglementaires et fiscales favorables. La politique environnementale est formulée par le Ministère de l’Environnement, tandis que la politique énergétique est gérée par le Ministère des Affaires économiques et des Communications.
D’après l’accord européen de « partage des charges » pour la réduction des émissions de CO2, l’Estonie est obligée de réduire ses émissions de gaz à effet de serre de 8 % des valeurs de 1990, entre 2008 et 2012. L’efficacité énergétique des bâtiments est une priorité pour le gouvernement estonien : 60 % de l’habitat a été construit entre 1960 et 1990, environ 95 % en est privé, et 75 % de la population vit dans des immeubles à plusieurs appartements.
KredEx a été créée en 2001 pour aider les entreprises estoniennes à se développer, lever du financement, et étendre leurs importations. KredEx s’était également engagée dans l’accompagnement dans l’amélioration et la rénovation de l’habitat. Sa principale activité s’est donc définie autour du développement de produits financiers pour aider à la rénovation énergétique des immeubles d’appartements. KredEx propose divers produits financiers tels que des prêts et garanties de prêts, subventions, audits énergétiques et évaluations.

### Statut légal et nature des partenariats
KredEx est un fonds de crédit et de garantie appartenant à l’État (pas une banque publique), créé en 2001 par le Ministère des Affaires Économiques et des Communications en tant qu’entité sans but lucratif. Les cautions et garanties émises par KredEx sont entièrement couvertes par une garantie de l’État. C’est un organisme soumis au droit privé, agissant dans l’intérêt public, conformément aux politiques de l’État.
KredEx fonctionne tel un fonds de roulement, structurant entre autres le financement des projets d’efficacité énergétique. Le fonds a reçu des prêts de la Banque de Développement du Conseil de l’Europe pour mettre en place des mesures répondant à la directive 2002/91/EC du Conseil sur la performance énergétique des bâtiments. KredEx est aussi financé par le Fonds Européen de Développement Régional.
D’autres acteurs importants du programme sont les banques commerciales Swedbank et SEB (Skandinaviska Enskilda Banken), des banques suédoises ayant étendu leurs opérations à l’Estonie, la Lituanie, et la Lettonie. Elles reçoivent du financement préférentiel de la part de KredEx, leur permettant de prêter à taux intéressant aux associations d’immeubles à appartements.
KredEx travaille aussi en coopération avec des organismes internationaux, en particulier d’autres institutions financières étatiques : en 2007, KredEx as signé un mémorandum d’entente avec la KfW (Allemagne), BGK (Bank Gospodarstwa Krajowego, Poland), et Hipotēku Banka (Lituanie), sur la structuration et la mise en œuvre de vastes programmes de financement pour promouvoir l’efficacité énergétique du bâtiment, ce sur quoi la KfW a agi en tant que conseiller.

### Objectifs et missions
Le programme de KredEx vise à motiver les propriétaires d’immeubles d’appartements à réduire la consommation d’énergie et améliorer l’efficacité énergétique de leurs foyers en proposant des prêts préférentiels et des subventions. En 2009, l’objectif annoncé était de rénover au moins 1 000 bâtiments dans les prochaines années, afin de considérer le programme comme réussi. Les économies d’énergie visées étaient d’environ 30 % après la rénovation.

### Montage financier
Depuis 2003, KredEx est vouée à soutenir l’efficacité énergétique à travers des prêts et subventions. Jusqu’en 2007, KredEx fonctionnait comme un simple programme de subventions. Pour les audits énergétiques, la conception du bâtiment et l’expertise technique, jusqu’à 50 % des coûts sont couverts par les subventions ; cet aspect du programme est encore effectif aujourd’hui. Pour les travaux, jusqu’à 10 % des coûts étaient fournis par les subventions. À travers ce programme, KredEx a soutenu l’amélioration de 3 200 bâtiments, pour un montant total de subventions de 11 millions d’euros. Divers problèmes ont été rencontrés avec cette approche : financement insuffisant, limitation à des « travaux uniques », et disponibilité des subventions seulement après le paiement (les propriétaires des immeubles devaient fournir l’intégralité des coûts initiaux).
KredEx s’est donc tournée vers un système de fonds de roulement, afin d’élargir les opportunités de rénovation, de recevoir plus de financement de la part de l’état, et de réduire les coûts administratifs.

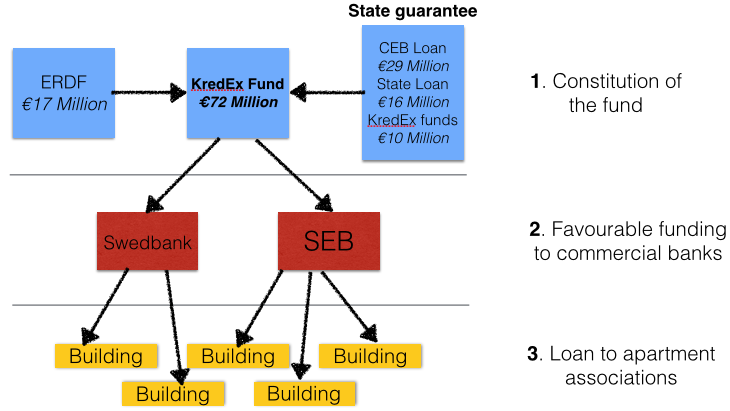
Le fonds de roulement KredEx

En 2010, l’Estonie devint le premier pays à canaliser des fonds structurels européens dans les programmes de rénovation énergétique :
- La Banque de Développement du Conseil de l'Europe a fourni un prêt de 29 millions d’euros à un taux intéressant
- Le Fonds Européen de Développement Régional a déboursé 17 millions d’euros pour le fonds

En 2009, le fonds s’élevait à 49 millions d’euros. Progressivement, KredEx y ajouta jusqu’à 10 millions d’euros, puisés dans ses propres profits. En 2013, le gouvernement estonien alimenta le fonds d’un prêt de 16 millions d’euros, et le capital fut élevé à 72,6 millions d’euros.
Les prêts aux particuliers permis par le fonds de KredEx sont avantageux par rapport aux prêts bancaires classiques :
- Maturité plus longue (20 ans contre une moyenne de 11,8 ans)
- Taux d’intérêt plus faibles (4,3-4,8 % contre 7-10 %)
- Taux fixés pour de plus longues périodes (10 ans contre 5, ou même contre taux variables)

### Modalités d'intervention
Le programme de prêt à la rénovation, a été développé par KredEx en collaboration avec la KfW (Allemagne) et le Ministère des Affaires Économiques et des Communications. Les prêts à la rénovation des immeubles d’appartements, introduits en 2009, sont disponibles pour les immeubles construits avant 1993. Les prêts ne peuvent pas être souscrits par des propriétaires individuels. Seules les associations d’appartements, les associations d’immeubles et les communautés de propriétaires d’appartements dans les immeubles d’au moins trois appartements sont éligibles.
Les conditions principales des prêts sont :
- Réalisation d’économies d’énergie d’au moins 20 % dans les immeubles de 2 000 m2 et moins
- Réalisation d’économies d’énergie d’au moins 30 % dans les immeubles de plus de 2 000 m2
- Maturité de 20 ans max
- Financement personnel d’au moins 15 %, qui peut être couvert par une subvention
- Montant de prêt : 6 400 € minimum par immeuble, jusqu’à 64€/m2 ou le montant maximum selon la solvabilité de l’immeuble

En plus des prêts, des subventions sont disponibles pour aider à financer l’audit énergétique indépendant (y compris le contrôle après les rénovations) et les documents de conception du projet. La subvention peut être utilisée pour réduire la part de financement personnel, ou bien elle peut être utilisée par les immeubles construits après 1993 (et donc non éligible aux prêts de KredEx) pour être combinée avec un prêt bancaire classique. L’objectif du système de subventions est de pousser les propriétaires à entreprendre des rénovations complètes, sans laisser de côté des mesures d’efficacité énergétique à fort impact. Les montants des subventions sont de 15 %, 25 % et 35 % du coût total du projet, dépendamment du niveau d’économies d’énergie atteint, selon les conditions suivantes :
Subvention de 15 %
- Respecter les conditions du prêt à la rénovation
- Économies d’énergie de 20 ou 30 %, selon la taille de l’immeuble (voir conditions des prêts)
- Étiquette énergétique E, consommation d’énergie inférieure à 250 kWh/m2

Subvention de 25 %
- Doivent être inclus dans la rénovation : toit, façade, fenêtres, système de chauffage
- Économie d’énergie d’au moins 40 %
- Étiquette énergie D, consommation d’énergie inférieure à 200 kWh/m2

Subvention de 35 %
- Doivent être inclus dans la rénovation : toit, façade, fenêtres, système de chauffage, et ventilation à récupération de chaleur
- Économie d’énergie d’au moins 50 %
- Étiquette énergie C, consommation d’énergie inférieure à 150 kWh/m2

### Fonctionnement
La demande de prêt à la rénovation doit se faire à travers la Swedbank ou la SEB.
Avant de demander un prêt, les propriétaires de l’immeuble doivent contracter un auditeur énergétique et rassembler les documents nécessaires eux-mêmes. KredEx intervient donc une fois que les propriétaires ont décidé d’entreprendre le projet et qu’ils ont commencé à le mettre en place (le budget doit être entièrement défini avant que la demande ne soit faite). Une fois qu’un prêt et/ou une subvention est accepté(e)(s), les propriétaires de l’immeuble doivent se mettre à la recherche d’un superviseur qui s’assurera que les conditions du prêt sont respectées tout au long du processus.

### Plan d'affaires et résultats
Nombre de rénovations : Quand le fonds de KredEx a été fondé en 2009, l’objectif était de financer la rénovation d’au moins 1 000 bâtiments. Fin 2013, 798 avaient été rénovés. 415 bâtiments ont utilisé la subvention et le prêt bonifié, 185 uniquement le prêt, et 198 uniquement la subvention.
Montants moyens : Le montant moyen des prêts en 2011 était de 100 000 €, le financement personnel moyen de 27,9 %, et la durée moyenne des prêts de 15,2 ans. Le montant moyen des subventions était de 26 192 €.
Économies d’énergie : Pour les immeubles ayant souscrit aux prêts, l’économie d’énergie moyenne est de 39,3 %, bien au-delà de l’objectif initial de 20 ou 30 %. Cette économie représente une consommation d’énergie après les travaux de 75 MWh par an en moyenne par immeuble.

## États-Unis - ProgrammesPACE (Property-Assessed Clean Energy)

### Contexte et création
Le concept de PACE (Property-Assessed Clean Energy) provient d’un programme de « solar bonds »  créé à San Francisco en 2001. L’objectif était de surmonter l’obstacle principal à l’installation d’équipements solaires ou d’efficacité énergétique dans les bâtiments commerciaux ou résidentiels : les haut coûts initiaux. Le principe se concrétise en « on-tax bill solar and energy financing » (financement solaire et énergétique sur le relevé d’impôt), où le remboursement de l’investissement se fait à travers l’impôt foncier.
PACE a débuté en 2008 avec des projets pilotes en Californie, Colorado, et New York, qui se concentrent principalement sur des améliorations énergétiques dans des maisons à famille unique. Le premier vrai programme PACE a été exécuté à Berkeley (Californie), et l’État a fait passer la première loi autorisant le principe de PACE en 2008.
Au cœur de la crise financière de 2008, le 30 juillet, la FHFA (Federal Housing Finance Agency) a été créée pour superviser les entreprises et banques (les « entités réglementées »), après la faillite de Fannie Mae (Federal National Mortgage Association) et de Freddie Mac (Federal Home Loan Mortgage Association). À ce moment-là, la plupart des logements avaient une valeur vénale inférieure au montant de prêts contractés, à la suite de l’éclatement de la bulle immobilière. En juillet 2010, la FHFA a publié la première directive qui interdit Fannie Mae et Freddie Mac d’acheter ou de détenir des hypothèques liées à PACE. Les mois suivants, les programmes PACE se sont donc concentrés davantage vers les bâtiments commerciaux, industriels, multifamiliaux, et agricoles.

### Statut légal et partenariats
Les programmes PACE sont principalement soutenus par PACENow, une fondation sans but lucratif qui fournit du conseil, de l’information et des ressources aux acteurs de PACE (organisations gouvernementales et non gouvernementales, compagnies de services énergétiques et administratifs, propriétaires et gestionnaires immobiliers, cabinets d’avocats et sociétés financières…).
Les programmes PACE fonctionnent grâce aux initiatives des communautés et gouvernements locaux. La première étape dans le développement d’un programme PACE est l’établissement par l’état et les gouvernements locaux d’un objectif spécifique : « promouvoir l’efficacité énergétique pour promouvoir l’emploi ou la meilleure qualité de l’air, par exemple. » L’état adopte ensuite la législation nécessaire, qui, entre autres :
- Permet à la municipalité d’établir un « district d’amélioration énergétique » et un programme de financement de cette amélioration
- Spécifie les types de projets qui peuvent être financés
- Permet aux municipalités d’emprunter pour financer les projets
- Permet aux municipalités d’imposer une cotisation ou charge
- Établit la priorité de la charge municipale – ou partage la même priorité que d’autres impôts et charges ; spécifie que les charges restent sur la propriété lorsqu’elle est vendue (incluant les cas de saisie)

Une fois que la législation est en place et opérationnelle, une fondation ou agence est formée pour développer le programme PACE dans un état entier, une ville ou un district. Cet acteur intermédiaire a pour mission de fournir du financement pour des mesures d’efficacité énergétique. Par exemple en Californie, CaliforniaFIRST, en partenariat avec Renewable Funding (dont le fondateur a participé à l’élaboration du concept de PACE), propose des programmes aux villes et comtés à travers l’état, et s’occupe des questions administratives, légales et financières.
Trois types majeurs d’administration sont utilisés pour les divers programmes PACE :
1. Programme public, administration gouvernementale : le gouvernement remplit toutes les fonctions (sélection des projets, traitement des applications, arrangement du financement, enregistrement des charges PACE, mesure et vérification des exigences, promotion et marketing). Un exemple d’un programme mené par le gouvernement est le programme d’indépendance énergétique de Sonoma County.
2. Programme public, administration par un tiers : les gouvernements fournissent les services nécessaires (tel que l’administration de la charge PACE) et des entreprises tierces partagent les autres responsabilités. Par exemple, le programme C-PACE au Connecticut a utilisé des experts tiers pour développer et conduire les programmes de formation d’entrepreneurs, soutenir l’élaboration continue des projets d’entrepreneurs, et fournir une revue indépendante des projets proposés pour faciliter la confiance des acteurs dans les économies d’énergie projetées.
3. Programmes privés, administration privée : les sponsors gouvernementaux administrent la charge PACE, mais une entreprise privée gère tous les autres aspects du programme. La compagnie recrute les municipalités, soutient et forme les entrepreneurs, fait la promotion des programmes auprès des propriétaires de bâtiments, organise le financement, soutient les prêteurs hypothécaires existants, promeut, valide et revoit les projets. Figtree Financing (San Diego, CA) et Ygrene (Sacramento, CA) sont des compagnies privées qui mènent ce type de programme pour leurs clients municipaux.

### Objectifs et missions
PACENow, le principal administrateur national des programmes PACE, définit sa mission comme « promouvoir et soutenir le développement des programmes PACE par les états et les gouvernements municipaux, et assurer le leadership pour un univers grandissant d’efficacité énergétique et d’acteurs PACE ».
Dans son rapport annuel 2013, PACENow ré-établit ses quatre principaux domaines d’intervention pour les années à venir :
1. Programmes : travailler directement avec les gens et les organisations pour passer de nouvelles législations PACE améliorées, et lancer de nouveaux programmes. Les ressources doivent être concentrées sur le soutien pour le lancement de nouveaux programmes PACE.
2. Demande : développer des relations avec les organisations et compagnies de l’industrie de l’immobilier afin d’élargir la participation et la demande pour le financement PACE.
3. Soutien aux prêteurs : une étude sur le soutien aux prêteurs (Lender Support Study) estime que les prêteurs sont ouverts à l’approbation de projets PACE pour leurs clients. PACENow travaille avec JPMorgan Chase, Wells Fargo et d’autres pour construire des outils d’application et des processus d’application simplifiés.
4. Financement : l’augmentation du volume de financement va rendre nécessaire le développement d’une classe d’actifs PACE. PACENow travaille avec de grandes compagnies financières, des cabinets d’avocats, des administrateurs de programmes PACE, et des financeurs de projet pour développer de nouvelles structures financières à bas prix, qui vont exploiter un énorme marché privé des capitaux.

Depuis la déclaration de 2010 de la FHFA, le développement des programmes PACE s’est tourné vers les bâtiments commerciaux. Cette transition du résidentiel au commercial a pris du temps, mais dès la mi-2012, les programmes commerciaux PACE ont vraiment commencé à prendre forme, et sont maintenant le nouveau terrain d’action.

### Montage financier
Le financement de PACE est fourni ou arrangé par les gouvernements locaux pour 100 % des coûts d’un projet, et est repayé par une charge pour une durée allant jusqu’à 20 ans. Des compagnies telles que Renewable Fund en Californie, ou Ygrene à Sacramento, maintiennent un réseau collaboratif d’institutions financières, d’agences de notation, et de municipalités, pour créer un marché secondaire des « prêts pour l’énergie propre ».

#### La «Warehouse for Energy Efficiency Loans» (WHEEL) de Renewable Funding
Le programme WHEEL a été créé en partie par Renewable Funding pour fournir un capital à bas prix et grande échelle pour les programmes de prêt d’efficacité énergétique sponsorisés par les états, gouvernements locaux et services publics. « WHEEL facilite les ventes du marché secondaire en achetant les prêts d’efficacité énergétique non sécurisés provenant des programmes participants. Les prêts sont agrégés dans des lots diversifiés et utilisés afin de soutenir l’émission de billets adossés à des actifs notés, vendus à des investisseurs du marché des capitaux. Les revenus de ces ventes sont utilisées pour recapitaliser WHEEL, lui permettant de continuer à acheter les prêts éligibles des programmes étatiques et locaux pour de futures émissions d’obligations. »
Diverses sources de financement sont utilisées pour les projets :
- Fonds gouvernementaux : les projets du Comté de Sonoma ont été financés par le « County Treasurer » grâce à des fonds gérés par ce bureau. L’investissement direct des gouvernements dans les projets PACE ne sera certainement pas une solution largement applicable, et Sonoma préfèrerait sécuriser ses investissements.
- Obligations municipales : le Comté de Boulder (CO), Ann Arbor (MI), et Port Authority of Toledo – Lucas County (OH) ont vendu des obligations municipales imposables à travers des offres publiques et des placements privés. Cette méthode permet un financement à long terme, et peut être exécutée en finançant tous les projets simultanément lorsqu’un volume suffisant est atteint, ou combinée avec une ligne de crédit fournissant du financement provisoire à la demande. Les investisseurs dans les obligations sécurisées PACE seront probablement des investisseurs institutionnels sophistiqués, tels que des compagnies d’assurance, des fonds de pension, ou des banques.
- Compagnies d’investissement privées : certaines compagnies privées ont été établies pour financer, ou arranger du financement, pour les projets PACE.
- Banques : les institutions financières ont développé un intérêt et une volonté à financer les projets PACE, soit individuellement, ou sous la forme d’une émission obligataire agrégée.

Le financement individuel des projets peut prendre diverses formes, selon le cadre législatif d’un état pour les projets financés par une charge. Par exemple, ceux en Californie sont le plus souvent financés par une obligation municipale (« mini bond »), émise pour chaque projet. Au Connecticut, l’obligation peut prendre la forme d’un contrat ou d’une note à la place d’un « mini bond ».
Un autre choix à faire par les administrateurs de programmes est de savoir s’ils vont soutenir un financement à la demande (donc sans attente), ou s’ils vont agréger les projets et ensuite chercher du financement (s’il y a suffisamment de projets et un volume d’investissement suffisant pour efficacement accéder au marché d’obligations municipales). À ce jour, la tendance est vers le financement à la demande, soit par les réserves gouvernementales (la « Green Bank » au Connecticut), par un fonds d’investissement spécialisé (« Clean Fund » ou Ygrene), ou par une ligne de crédit.
Peu importe le type de financement choisi, le flux de financement basique est commun à tous les programmes PACE : une institution financière, un acheteur d'obligation ou un fonds PACE existant fournit des capitaux au propriétaire, qui seront utilisés pour payer l'ESCO (Société de services énergétiques) ou l'entrepreneur qui réalise les travaux. Le propriétaire repaie ensuite le capital emprunté, par sa facture d'impôts, à l'entité fiscale (administrateur du programme), et enfin cette dernière rend les paiements à l'investisseur désigné.

### Fonctionnement
L’administration des programmes peut varier grandement selon les différents cadres légaux, les différentes ressources et « philosophies » des programmes. Deux exemples illustrent cette variété : Edina (MN), une initiative locale et à petite échelle, et le Connecticut, une initiative à l’échelle de l’état.

#### Edina (Minnesota)
Le programme commercial PACE d'Edina représente l’approche la plus basique du PACE. L’objectif a été de créer un programme PACE à faibles coûts. La ville a mis en œuvre un mécanisme qui a permis à Grandview Tire &Auto, une petite entreprise familiale, d’utiliser PACE pour financer l’installation de panneaux solaires achetés à Blue Horizon Energy. La création des mécanismes pour imposer les charges et les remettre aux financiers des projets PACE a été simplifiée en modifiant les documents-modèles du programme PACE du Comté de Sonoma.
Le Minnesota a passé la législation PACE en avril 2010, grâce à l’initiative d’Edina. Le coût total d’implémentation était de 11 $ 400. Aujourd’hui, le programme « Edina Emerald Energy Program » peut financer n’importe quelle propriété commerciale ou industrielle éligible dans la ville. Afin d’être éligible au financement PACE, le projet doit excéder 2 $ 500, la propriété doit être soumise à un audit énergétique ou une évaluation, et le propriétaire doit être solvable de toutes les taxes foncières. La période d’application prend moins de 15 jours ouvrables.
Les projets PACE sont financés par des investisseurs du marché privé des capitaux. Blue Horizon Energy a entendu parler de Clean Fund, un investisseur californien pour les projets PACE, intéressé à financer le projet de Grandview Tire&Auto pour diverses raisons. Clean Fund n’était pas attiré par le volume de la transaction, mais par le concept : une mise en œuvre à faible coût d’un programme PACE poussé par une transaction commerciale. La loi du Minnesota limite la durée du financement à 10 ans, tandis qu’une durée de 20 ans est possible dans d’autres états pour l’installation de panneaux solaires. Le projet de Grandview a été financé à 7 %. Avec l’aide d’un avocat des finances municipales, le district spécial de financement de l’énergie d’Edina a délivré une obligation PACE de 34 000 $ sécurisée par la charge sur l’impôt foncier. Le prêteur hypothécaire existant de Grandview approuvé le projet avec grand enthousiasme.
L’exemple d’Edina montre comment la demande privée pour des améliorations énergétiques, poussée par des ressources publiques, permet d’atteindre des résultats positifs. Le CEO de Clean Fund, en parlant du programme PACE d’Edina : « L’exemple d’une petite ville au Minnesota créant un programme de qualité à des frais réduits devrait inspirer d’autres villes et comtés qui cherchent à promouvoir la création locale d’emplois verts. »

#### Connecticut
Le programme C-PACE au Connecticut a été mis en place en 2012. Le 12 juin 2012, la législature du Connecticut a approuvé une révision de la loi PACE, permettant à la nouvellement créée « Clean Energy Finance and Investment Authority » (CEFIA), maintenant connue sous le nom de « Connecticut’s Green Bank », de proposer des services de financement de PACE aux municipalités et aux propriétaires de bâtiments commerciaux.  Le programme a été soutenu par une coalition de gouvernements municipaux, d’entreprises, et d’organisations du travail et environnementales. C-PACE fonctionne comme un programme public sous administration entrepreneuriale, où la CEFIA et les entreprises tierces soutiennent et forment les entrepreneurs.
C-PACE est disponible principalement pour les bâtiments commerciaux, industriels, et multifamiliaux (5 logements ou plus). Le principal mécanisme des programmes C-PACE est le placement d’une charge sur la facture de taxe de propriété. Le capital fourni par C-PACE est sécurisé par un droit de rétention sur la propriété, et donc le capital à faible taux peut être trouvé dans le secteur privé sans financement gouvernemental. Un avantage majeur pour les entreprises est que les charges C-PACE peut être classées comme coût d'exploitation. Les propriétaires peuvent donc financer les améliorations sans avoir à s’endetter davantage, et préserver leurs lignes de crédit pour leurs investissements d'affaires prioritaires. De plus, le financement est structuré de manière que les économies d’énergie dépassent la charge sur l’impôt foncier.
Une fois qu’un propriétaire de bâtiment a décidé d’entreprendre des travaux de rénovation, il doit contracter un auditeur énergétique pour identifier les projets qui réduisent l’utilisation d’énergie et qui seront éligibles au financement PACE. Il doit ensuite appliquer sur le site C-PACE de la CEFIA pour sécuriser son financement. L’accord requiert le consentement du prêteur hypothécaire de la propriété pour que la charge PACE ait une position prioritaire à leur prêt. Lorsqu’elle est approuvée, la CEFIA demande qu’un droit de rétention soit placé sur la propriété, et le financement sera dispersé une fois que le projet est complété. Cependant, les propriétaires de bâtiments sont libres de sélectionner leurs propres fournisseurs de capitaux et de ne pas utiliser le capital de la CEFIA.
Les mesures éligibles sont :
- éclairage à haute efficacité;
- améliorations du chauffage, ventilation et climatisation (CVC);
- refroidisseurs, chaudières, et systèmes de chauffage de l'eau;
- améliorations de l’enveloppe du bâtiment;
- systèmes d’automatisation du bâtiment (gestion de l’énergie);
- systèmes d’énergie renouvelable.

Après la fin des travaux et tout au long de la durée de la charge, le propriétaire du bâtiment soumet ses paiements par la facture d’impôt foncier. La CEFIA a établi des taux d’intérêt « par défaut » pour les projets C-PACE que la CEFIA lance, sujets à changement à la discrétion de la CEFIA. La CEFIA charge aussi des frais pour les coûts d’administration du programme, calculés en pourcentage du montant total financé. Les taux et frais suivants s’appliquent aux applications soumises après le 1er novembre 2013 :
Taux
- 5 % pour 10 ans
- 5,5 % pour 15 ans
- 6 % pour 20 ans

Frais
| Montant financé         | Frais                                               |
| ----------------------- | --------------------------------------------------- |
| 0 $ – 150 000 $         | 3,00 %                                              |
| 150 000 $ - 300 000 $   | 4 $ 500 + 2,25 % du montant au-delà de 150,000 $    |
| 300 000 $ - 500 000 $   | 7 $ 875 + 1,50 % du montant au-delà de 300 000 $    |
| 500 000 $ - 1 000 $ 000 | 10 $ 875 + 1,00 % du montant au-delà de 500 000 $   |
| Over 1 000 $ 000        | 15 $ 875 + 0,75 % du montant au-delà de 1 000 $ 000 |

Une fois que le paiement est effectué, la municipalité remet la portion C-PACE de l’impôt foncier à la CEFIA. Des calculs et vérifications sont ensuite faites sur une durée déterminée par le type et la complexité des mesures.
Les programmes PACE au Connecticut ont conclu 23projets et approuvé 10 autres, pour un investissement total de 30 millions de dollars à travers 25 municipalités. Les projets représentent des économies d’énergie sur une vie équivalentes à 40 millions de dollars. Avec 75 projets additionnels envisagés, un financement jusqu’à 75 millions de dollars est à prévoir d’ici 2015.

#### Programme California FIRST
California FIRST est un partenariat novateur entre les comtés du gouvernement et une société de financement privée permettant de bénéficier d'un financement initial pour l'efficacité énergétique des logements et le développement des énergies renouvelables, pour le parc résidentiel ou les entreprises, et de rembourser les impôts fonciers des propriétaires sur une période allant jusqu'à 20 ans. Le programme proposé permet d'économiser de l'argent et de l'énergie, bénéficiant à la fois des personnes et de la communauté. 
Ce programme aide les propriétaires à apporter à leurs ménages des améliorations énergétiques et d'utilisation de l'eau : panneaux solaires, nouvelles fenêtres, isolation thermique, installation de fours économes en énergie ou climatiseurs, ou encore l'installation de systèmes d'irrigation goutte à goutte. 
Le financement du programme ne repose pas sur la notation du crédit. Grâce à un partenariat novateur avec le gouvernement, Californie FIRST fournit un financement abordable à long terme qui peut être déduit impôts fonciers du propriétaire.
Le gouvernement de la Californie a mis en place un fonds de 10 millions de dollars pour couvrir les pertes potentielles pour les détenteurs d'hypothèques. Le financement revolving a été intégré dans ce processus et a parrainé des projets de loi AB 1883 et AB 2597, qui a ouvert la voie à la renaissance du programme PACE en Californie.

### Plan d'affaires et résultats
Les programmes résidentiels PACE sont toujours à l’arrêt à cause de l’impasse continue avec la FHFA, Fannie Mae et Freddie Mac. PACENow soutient continuellement les efforts pour restaurer les programmes résidentiels. Cependant, le « PACE Assessment Protection Act of 2011 » n’a pas reçu de soutien de la part du leadership de la Maison Blanche. Aucune nouvelle législation n’a été introduite, ni à la Chambre des représentants ni au Sénat.
En matière de programmes commerciaux, voici les chiffres fournis par PACENow :
- 31 états ont adopté la législation PACE
- 25 programmes/plateformes sont actifs et prêts à financer des projets
- 20 programmes/plateformes PACE ont financé des projets
- 11 programmes et 3 plateformes sont en cours de développement
- Près de 500 municipalités se trouvent dans des districts à législation PACE
- 8 états et le District of Columbia ont des projets financés
- 9 états et le District of Columbia ont des programmes PACE actifs
- 12 états ont des programmes/plateformes en développement
- 256 projets commerciaux PACE ont été financés
- Plus de 75 millions de dollars de projets financés
- Plus de 250 millions de dollars en termes d’applications aux programmes PACE (applications en cours de traitement, pas toutes les applications résulteront en projets)

Dans un sondage réalisé dans le rapport annuel 2013 de PACE, les administrateurs de programmes PACE notent que les projets à petite échelle sont souvent plus attirants, en raison d'un retour sur investissement plus rapide, et donc un succès plus rapidement observable. Le défi aujourd’hui est d’étendre les modèles PACE existants pour subvenir aux besoins de projets à plus grande échelle.

## Australie (Melbourne) -1200 Buildings

### Contexte et création
La ville de Melbourne est l’une des villes les plus innovantes en Australie en matière de développement durable, et s’est engagée depuis des années à réduire son empreinte carbone.
En 2002, la ville de Melbourne a publié Zero Net Emissions by 2020, un rapport établissant une feuille de route pour atteindre le niveau de ville « passive », un objectif ambitieux. Cette stratégie est soutenue par des projets innovants tels que 1200 Buildings, lancé en 2010, ciblant la rénovation énergétique des bâtiments commerciaux (non résidentiels). Comme établi dans les objectifs de 1200 Buildings, « cinquante pour cent des émissions de gaz à effet de serre de la municipalité sont générés par le secteur commercial. Si les bâtiments commerciaux améliorent leur efficacité énergétique d’environ 38 pour cent, 383 000 tonnes d’émissions de gaz à effet de serre seront éliminées par an. »
1200 Buildings a publié un rapport de sondage en 2013 pour évaluer l’évolution du programme et ses résultats, dressant un portrait du rythme et du type de rénovations réalisées, et énumérant les facteurs de succès et les barrières perçues au projet. Le rapport indique des résultats encourageants pour ce qui est du niveau d’activité de rénovation.

### Statut légal et partenariats
Afin de financer les rénovations, qui se trouve être le défi principal de ces initiatives, la ville de Melbourne a développé un mécanisme de financement innovant. Ce dernier a requis un amendement au City of Melbourne Act 2001 par le Gouvernement de Victoria, permettant à Melbourne de prélever une nouvelle forme de charge municipale, la Environmental Upgrade Finance. Ce nouveau type de finance permet à la ville, en partenariat avec les institutions financières australiennes, de monter des environmental upgrade agreements (accords d’amélioration environnementale) avec les propriétaires de bâtiments non résidentiels pour financer la rénovation des bâtiments.
Environmental Upgrade Finance est accessible à travers le programme 1200 Buildings et est administré par le Sustainable Melbourne Fund, en tant que représentant de la ville de Melbourne.

### Objectifs et missions
Comme décrit par le site de 1200 Buildings, ses objectifs sont :
- D’éliminer 383 000 tonnes de CO2  par an (équivalent à 766 millions de « ballons noirs ») ;
- De provoquer 2 milliards $ de réinvestissement du secteur privé ;
- De créer 8 000 emplois « cols verts » (ingénieurs, conseillers environnement et développement durable, constructeurs, arpenteurs, et autres professionnels de l’industrie) ;
- De stimuler l’économie de Melbourne en période de récession ;
- De démontrer au monde que la rénovation à grande échelle peut se faire.

1200 Buildings a pour objectif de rénover environ 70 % des bâtiments de bureaux commerciaux, ce qui en représente 1200, d’où le nom du programme.

### Montage financier
Les Environmental upgrade agreements sont au cœur du montage financier de 1200 Buildings. Un « accord d’amélioration environnementale » est un contrat tripartite entre le propriétaire du bâtiment, une banque, et la ville de Melbourne. Lorsque l’accord est établi, l’institution prêteuse (banque) avance le prêt à la rénovation au propriétaire. La ville de Melbourne collecte ensuite le remboursement du prêt à travers une charge municipale (le montant financé est déclaré bar le Conseil de la ville de Melbourne comme une charge d’amélioration environnementale), et finalement le rend à la banque. Les charges du Conseil municipal ont priorité sur les hypothèques. Cela veut dire qu’une dette due au Conseil devra être remboursée avant tout, réduisant ainsi le risque des environmental upgrade agreements pour les banques.
Les conditions à remplir pour être éligible aux EUA :
- Informer le détenteur de l’hypothèque existante
- Les locataires doivent donner leur accord
- S’applique uniquement aux bâtiments non résidentiels

Selon 1200 Buildings, les avantages d’utiliser les EUA sont les suivants :
- Taux d’intérêt fixes
- Pas de refinancement requis
- Une durée de remboursement de 10 and ou plus
- Le prêt reste avec la propriété si le propriétaire décide de vendre

Les propriétaires ont l’option de partager le coût avec leurs locataires, car les charges municipales sont généralement transférées aux locataires par le propriétaire, selon les termes d’un « bail à loyer net » (la législation requiert que de tels arrangements ne puissent être faits uniquement avec l’accord du locataire) ; l’objectif est de surmonter l’obstacle du split incentive.
Trois Environmental upgrade agreements ont été signés à Melbourne pour des projets d’une valeur totale de 5,6 millions €.
De considérables changements dans la législation EUA ont eu lieu au premier semestre 2014. Une nouvelle législation permettra à tous les conseils municipaux d’Australie du Sud d’initier un programme de Building Upgrade Finance, similaire à la législation de Melbourne, où le prêt est lié à la propriété.

### Méthodes d'intervention
La ville de Melbourne supervise les projets. Elle utilise principalement son site pour promouvoir le programme, grâce à des exemples de rénovations, une liste des grands signataires, et des études de cas.
Alors que la ville accompagne les propriétaires de bâtiments dans le processus et peut fournir de l’aide à toutes les étapes du projet, les propriétaires sont laissés à eux-mêmes pour réaliser leur audit énergétique, sélectionner les conseillers et entrepreneurs, demander les permis… Ainsi la planification, l’implémentation, les opérations, mises à jour et évaluations sont à la charge des entrepreneurs, à travers des contrats gérés par les propriétaires eux-mêmes. Les conseillers et entrepreneurs peuvent être des architectes, constructeurs, agents de mise en service, électriciens, auditeurs énergétiques, entrepreneurs de performance énergétique, conseillers en conception durable, ingénieurs du feu, ingénieurs hydrauliques, entrepreneurs d’installation, ingénieurs mécaniques, et chefs de projet.
Le Energy Efficiency Council (EEC) est un organisme conçu afin d’aider les compagnies à réaliser des mesures d’efficacité énergétique, en proposant une plateforme pour les produits et services d’efficacité énergétique et de cogénération, et est donc utilisée par les propriétaires de bâtiments commerciaux afin de trouver des conseillers et entrepreneurs. Le Conseil a été formé en 2009, et inclut les membres et les activités de la Australasian Energy Performance Contracting Alliance (AEPCA).

### Fonctionnement
Une fois qu’un propriétaire a été convaincu d’entreprendre des rénovations, la première étape pour lui est de devenir un signataire du projet, en envoyant au maire une copie signée de la 1200 Buildings Letter of commitment. Le propriétaire sélectionne ensuite un modèle pour la réalisation de son projet, grâce à l’aide d’un conseiller qu’il aura choisi :
- Energy Performance Contracting (EPC) : une société de services énergétiques (ESCO) est employée pour améliorer l’efficacité énergétique du bâtiment. Un contrat est signé entre le propriétaire et la compagnie sélectionnée, définissant le niveau d’économies d’énergie garanties par l’ESCO, la structure des frais du projet, et la durée du projet (un contrat de performance énergétique classique dure de 4 à 10 ans). L’ESCO est payée par les économies garanties pour la durée du contrat. Si les économies d’énergie ne sont pas réalisées, l’ESCO n’est pas payée. Une fois les travaux achevés et le contrat terminé, l’intégralité des économies est conservée par le propriétaire. L’ESCO agit tel un chef de projet et est responsable du recrutement, de la gestion et du paiement des tiers requis pour la réalisation des travaux ; ainsi, le propriétaire interagit directement avec un seul acteur. Une fois les travaux terminés, le bâtiment est contrôlé
- Integrated Design : le propriétaire choisit un designer, qui inspecte le bâtiment et conçoit les changements à y apporter, et sélectionne un certain nombre d’acteurs qualifiés (entrepreneurs du bâtiment et de l’installation), qui réalisent les travaux sous la supervision d’un chef de projet. Tous les acteurs sont impliqués au stade de la conception. Après un processus d’échange d’idées entre les différents acteurs, le propriétaire signe un contrat avec le conseiller design, s’accordant sur un planning des travaux. Une fois les travaux achevés, un agent de la mise en service inspecte et perfectionne si besoin les systèmes du bâtiment pour s’assurer qu’ils fonctionnent correctement. Lorsque le projet est complété et le bâtiment de retour à son utilisation, un contrôle continu est réalisé soit par l’entrepreneur d’installation, soit par le gérant du bâtiment, soit par un tiers, afin de d’assurer que le concept initial est réalisé.
- Design and Construct : ce modèle est similaire au Integrated design model, à l’exception du fait que le design, l’installation et la construction sont performés par la même entité (entrepreneurs de construction).

### Résultats et plan d'affaires
Selon le Melbourne Retrofit Survey 2013, entre 2008 et 2013, 25 % des bâtiments commerciaux de Melbourne avaient été rénovés ou étaient en cours de rénovation, indiquant une accélération du rythme des rénovations, de 21 % entre 2006 et 2011. En 2013, 16 % des bâtiments étudiés affirmaient qu’ils avaient l’intention de réaliser des rénovations dans les 5 prochaines années, une augmentation considérable depuis le 10 % en 2011. La plupart des rénovations réalisées récemment étaient autofinancées  (81 %), et seulement 1 % utilisaient la Environmental Upgrade Finance. Ces chiffres indiquent un certain manque d’intérêt pour le mécanisme de financement de 1200 Buildings, possiblement causé par un manque de sensibilisation ou de compréhension de ses avantages.
1200 Bulidings compte tout de même 53 signataires, incluant de grosses compagnies telles qu'ING, Asia Pacific Group, Hilton, et Stockland. Quatre bâtiments ont utilisé les Environmental Upgrade Agreements pour avoir accès au financement de leurs rénovations, représentant 5,6 millions $ d’investissement et avec l’objectif d’économiser 5 660 tonnes d’émissions de carbone et 491 000 $ en coût d’énergie par an.
En mars, la Clean Energy Finance Corporation (CEFC) a annoncé un financement de 30 millions $ pour les EUA, élevant le montant total affecté aux EUA à 80 millions $.

## Royaume-Uni - Le Green Deal

### Contexte et création
L’idée du Green Deal a émergé du modèle PACE aux États-Unis. L’idée principale du Green Deal est le principe du « pay as you save » (payez comme vous économisez), selon lequel un propriétaire reçoit une somme pour financer les travaux, et ensuite la rembourse tous les mois selon le montant économisé sur sa facture d’électricité. En 2008, le Department of Energy and Climate Change (Ministère de l’énergie et du changement climatique) et le Department for Communities and Local Government (Direction des collectivités locales) ont entrepris une première expérimentation sous forme du programme Pay As You Save (PAYS). Des projets pilotes se sont déroulés de fin 2009 à mi-2011, gérés par divers promoteurs (fournisseurs d’énergie, collectivités, bailleurs sociaux, entreprises privées). Lorsque le PAYS prit fin, le gouvernement de David Cameron décida de lancer le Green Deal, en introduisant de nouvelles mesures : la « règle d’or » (selon laquelle les remboursements ne doivent pas dépasser les économies sur la facture d’énergie), un financement lié à la facture d’énergie, l’obligation pour les fournisseurs d’énergie d’adapter leur système de facturation pour collecter les redevances, et l’introduction d’une Energy Company Obligation (ECO).
La première politique Green Deal a été conçue en 2010 par le Parti Conservateur, et comprenait les acteurs suivants : banques, fonds d’investissement, commerçants, autorités locales, associations de logement, charités, entreprises sociales et groupes communautaires, ainsi que fournisseurs d’énergie. Le montant maximal des prêts était prévu à 6,500 £.
Après une série d’échecs, Green Deal a été lancé à nouveau le 29 janvier 2013, aux résultats mitigés.

### Objectifs initiaux
Lorsque le projet Green Deal a été créé en 2010, son but était d’encourager les rénovations « une fois pour toutes », en visant tous les logements anglais (26 millions de logements). Au court terme, (jusqu’en 2020), le gouvernement espérait pouvoir rénover 14 millions de logements, atteindre un montant total d’investissements de 10 milliards de livres sterling, et créer 65 000 emplois. L’ambition du Green Deal était de réduire les émissions de CO2 de 29 % par rapport à 2008. Au long terme, le gouvernement affirmait que jusqu’à 26 millions de logements (donc tous) pourraient être rénovés d’ici 2030, et que 250 000 emplois pourraient être créés.
L’objectif était de créer un « vibrant nouveau marché de l’efficacité énergétique » : un mécanisme de marché financé par du capital privé, où la compétition entre les fournisseurs du Green Deal entraînerait l’adoption bien plus haut qu’une subvention publique ou financée par les services. Ce marché avait pour but de considérer l’efficacité énergétique comme un bien de consommation, plutôt qu’un bien public. Ainsi, le Green Deal était présenté dans la catégorie de l’amélioration de l’habitat, au lieu d’une mesure environnementale.

### Méthodes d'intervention
Afin de satisfaire l’ambition de faire du Green Deal un mécanisme de marché, le business et l’industrie ont été rapidement impliqués dans la stratégie. En octobre 2011, la Green Deal Finance Company a été lancée, et il était attendu que les « Big Six » fournisseurs d’énergie (British Gas, EDF Energy, E.ON UK, Npower, Scottish Power, and SSE) auraient un important rôle à jouer.
En 2012, le Gouvernement a annoncé diverses mesures de support au lancement du Green Deal :
- 200 millions £ en support de l’administration du Green Deal
- Création d’un fonds de 4,5 millions £ pour la formation des professionnels (travaux et évaluations)
- Création d’une structure indépendante, le « Energy Saving Advice Service » (Service de conseil aux économies d’énergie), pour conseiller les particuliers
- Création d’un organisme de supervision (« Green Deal Oversight Body »), pour assurer le respect des règles et du « Code of Practice » ; il informera aussi régulièrement le DECC (Department of Energy and Climate Change) de l’évolution du programme
- Éligibilité du Green Deal au dispositif de garantie de l’État en faveur des projets d’infrastructures de 40 milliards £
- Création de la « UK Green Investment Bank (en) » ; le Green Deal figure parmi ses cinq domaines prioritaires.

En mars 2012, le Gouvernement a annoncé 3,5 millions £ pour former les experts et entrepreneurs Green Deal. Un mois plus tard, le DECC a annoncé que 22 organisations (sociétés de services énergétiques, fournisseurs d’énergie, fournisseurs de logement, installateurs d’isolation) ont accepté de devenir fournisseurs Green Deal au moment du lancement.

### Fonctionnement
Le principe du Green Deal est de financer l’isolation du logement à travers les économies d’énergie réalisées grâce aux travaux. Le contrat est lié au logement plutôt qu’au propriétaire, de manière à faciliter le processus en cas de vente.
Tout d’abord, un diagnostic de performance énergétique est fait sur la propriété (« Green Deal Assessment ») par un évaluateur agréé. Cet audit est ensuite transféré à divers fournisseurs Green Deal, qui établissent chacun un devis pour le financement des mesures envisageables. Le propriétaire signe un contrat avec le fournisseur choisi (« Green Deal Plan »), comportant le détail des coûts des travaux. Le contrat doit respecter la règle d’or (« Golden Rule ») qui stipule que les paiements engagés par le client restent inférieurs aux économies d’énergie réalisées. Une fois les travaux réalisés, leur coût est intégré é la facture d’électricité du propriétaire, et reversée par le fournisseur d’énergie au fournisseur Green Deal.
Le montant, taux d’intérêt, et la durée du prêt varient selon les mesures installées et selon la compagnie utilisée pour contracter le prêt. La Green Deal Finance Company donne des exemples de prêts communs, qui varient entre 7,9 % et 10,3 % TEG, et entre 10 et 25 ans.
Le « Green Deal Home Improvement Fund » a été lancé en juin 2014, et propose maintenant la possibilité d’obtenir jusqu’à 7 £ 600 en subventions. Une fois que les premiers 50 millions £ de financement ont été distribués, ce chiffre a été réduit à 5 £ 600.

#### Energy Company Obligation(ECO)
La Energy Company Obligation (ECO) a été lancée le 1er janvier 2013, remplaçant deux mécanismes précédents (Carbon Émissions Reduction Target – CERT, et Community Energy Saving Programme – CESP), et oblige les fournisseurs d’énergie à permettre la réalisation de mesures aux ménages à faible revenu les plus vulnérables. Il existe trois sortes d’obligations ECO :
- Carbon Saving Target : couvre les mesures trop chères pour respecter la règle d’or, telles que les parois solides et l’isolation des murs creux difficiles à traiter.
- Carbon Saving Communities : propose des mesures d’isolation aux ménages dans des zones spécifiques à faible revenu. S’assure aussi que 15 % de l’obligation de chaque fournisseur est utilisé pour atteindre les ménages à faible revenu dans les zones rurales.
- Affordable Warmth Obligation : propose des mesures de chauffage et d’isolation aux consommateurs vivant dans des propriétés foncières privées ; soutient les consommateurs à faible revenu vulnérables au fait de vivre dans des logements froids, dont les personnes âgées, handicapées, et les familles.

Une série de changements à l’ECO ont été annoncés en décembre 2013, incluant son prolongement à 2017, de nouveaux objectifs, une réduction des ambitions de l’élément Carbon Saving Target, et l’addition de nouvelles mesures éligibles à cet élément. La plupart des changements ont pris effet le 1er avril 2014.

### Développement difficile
Au moment de sa création, le Green Deal était considéré comme « révolutionnaire », et ses créateurs fixaient des objectifs très élevés. Le gouvernement anticipait la rénovation de 14 millions de logements d’ici 2020, des investissements de 10 milliards £, et la création de 65 000 emplois. Cependant en 2012, les taux d’adoption ont été décevants, qualifiant le Green Deal de « voué à l’échec ». L’idée du Green Deal reposait sur une adoption du mécanisme par le marché, ce qui a été fortement critiqué pour n’avoir « jamais marché autre part dans le monde […] et irréalisable au Royaume-Uni ». Les critiques de la politique gouvernementale se sont décuplées dans les médias, et même les partisans du Green Deal commencèrent à exprimer leurs préoccupations. Le CCC (« Committee on Climate Change », un organisme indépendant qui conseille le gouvernement pour l’atteinte des objectifs de réduction des émissions) estimait que le Green Deal ne pourrait atteindre que 2 à 3 millions de logements, au lieu des 14 millions annoncés par le gouvernement.
L’obstacle majeur identifié en 2012 était le fort coût du programme : avec un taux d’intérêt moyen de 7,5 % sur 25 ans, un logement empruntant 10 000 £ se retrouvait à payer un total de 22 000 £. Ceci représente presque 900 £ ajoutés à la facture d’électricité annuelle moyenne de 1 £ 310. En comparaison aux prêts Green Deal, les prêts personnels classiques pour l’amélioration de l’habitat ont un taux d’intérêt qui varie entre 4 et 7 % TEG, mettant en cause l’attractivité des prêts Green Deal.
Cependant, la durée des prêts Green Deal, n’est pas forcément de 25 ans, le taux d’intérêt paraît élevé mais a l’avantage d’être fixe, et le financement Green Deal est accessible aux ménages qui n’ont pas forcément accès aux prêts hypothécaires classiques. Mais ces contre-arguments non pas été communiqués de manière efficace aux ménages, et la confiance dans le Green Deal s’est écroulée.
Un autre débat médiatique a participé à l’écroulement du Green Deal. En avril 2012, le gouvernement a considéré obliger les ménages qui font des travaux d’amélioration de leur habitat à dépenser un coût supplémentaire de 10 % des travaux pour des mesures d’efficacité énergétique. Les médias ont présenté cette mesure comme un « impôt conservateur », pillant les ménages et rendant n’importe quel projet de travaux bien trop dispendieux. Les ministres ont donc décidé d’abandonner l’idée.
Durant l’année suivante, quelques efforts ont été faits pour relancer le Green Deal, mais ont tous été bloqués par les opposants au programme et par la peur de l’échec du gouvernement. D’autres critiques furent publiées dans les journaux, et les résultats d’adoption continuèrent de dégrader la confiance dans le projet.
Un nouvel élan fut donné au début de l’année 2013 lors du lancement d’un « nouveau Green Deal » le 28 janvier. Des informations plus détaillées ont été publiées pour les ménages intéressés par le projet. Un site consacré au Green Deal a été créé pour centraliser l’information et rendre le Green Deal mieux communiqué et plus attirant.
Aux dernières nouvelles, le DECC a fermé les demandes pour le Green Deal Home Improvement Fund le 24 juillet 2014. Le fonds de 120 millions £ a été épuisé par une « demande publique écrasante », provoquant des réactions musclées de la part des acteurs du secteur, et incarnant un nouvel obstacle pour le Green Deal (mais aussi des résultats d’adoption encourageants).

### Résultats
Les derniers résultats publiés par le gouvernement en juillet 2014 sont mitigés :
- Fin mai, 875 000 mesures avaient été installées dans environ 726 000 logements, une augmentation par rapport aux 836 000 mesures comptées fin avril, et par rapport aux 311 250 mesures comptées en septembre 2013[64].
- Fin juin 2014, 3 234 ménages avaient des projets Green Deal en cours, 15 % plus que les 2 828 fin mai, et plus de deux fois les 1 500 fin novembre 2013[64]. Presque la moitié des plans étaient achevés (mesures installées).

Considérant l’objectif fixé en janvier 2013 d’atteindre 10 000 projets Green Deal fin 2013, ces résultats sont loin des ambitions du gouvernement. Avec 263 068 évaluations Green Deal réalisées jusque fin juin 2014, seulement un peu plus de 1 % de ces ménages ont entrepris des travaux. Les critiques sont donc virulentes, et accusent les fort taux d’intérêts (autour de 8 %) qui rendent les prêts peu séduisants comparés à d’autres prêts commerciaux classiques,. Un dirigeant du Green Party (Parti vert) critique la politique du gouvernement et explique l’échec du Green Deal en disant « Je pense qu’un des facteurs clés et le fait que le Green Deal a l’air d’avoir été conçu par l’industrie de la finance, pour l’industrie de la finance. »